# Schillerspinnen
Die Schillerspinnen (Micaria) bilden eine Gattung innerhalb der Familie der Plattbauchspinnen (Gnaphosidae), die zur Ordnung der Webspinnen zählt. Die artenreiche Gattung ist mehrheitlich holarktisch verbreitet und setzt sich aus markant gefärbten Spinnen zusammen, die in Form der Mimikry Ameisen imitieren und somit myrmekomorphe (ameisenimitierende) Spinnen sind. Der Grund dafür ist bis heute nicht ganz geklärt und scheint innerhalb der Gattung unterschiedlich zu sein. So dient die Mimikry verschiedener Vertreter der Gattung u. a. vermutlich als Schutz, sowohl vor verschiedenen Prädatoren (Fressfeinden), die Ameisen wegen ihrer Abwehrmechanismen verschmähen, als auch vor den Ameisen selbst.
Die Schillerspinnen zählen zu den wenigen Spinnen der Familie, die eine tagaktive Lebensweise vollführen. Gleichzeitig teilen sie aber mit anderen Plattbauchspinnen ihre ruckartige Fortbewegung und verstärken dabei die Nachahmung von Ameisen, indem sie das erste Beinpaar während des Laufens anheben und dabei die Fühler von Ameisen imitieren, während sie auf sechs Beinen laufen. Auch wird regelmäßig das Opisthosoma (Hinterleib) von den Spinnen erhoben, wie das auch mit dem Abdomen der Ameisen in Abwehrstellung der Fall ist.
Schillerspinnen sind wie alle Plattbauchspinnen frei jagende Laufjäger, die kein Spinnennetz zum Fangzweck anlegen, dafür aber nach Charakterart der Familie größere oder wehrhaftere Beutetiere mithilfe von Spinnseide am Boden fixieren und somit an einer Flucht sowie einer Gegenwehr hindern. Nach bisherigen Kenntnissen scheinen zu den Schillerspinnen einerseits opportunistische Jäger zu zählen, die jedoch Ameisen meiden; andererseits Nahrungsspezialisten, die gezielt jene Ameisen erbeuten, die sie imitieren.

## Merkmale

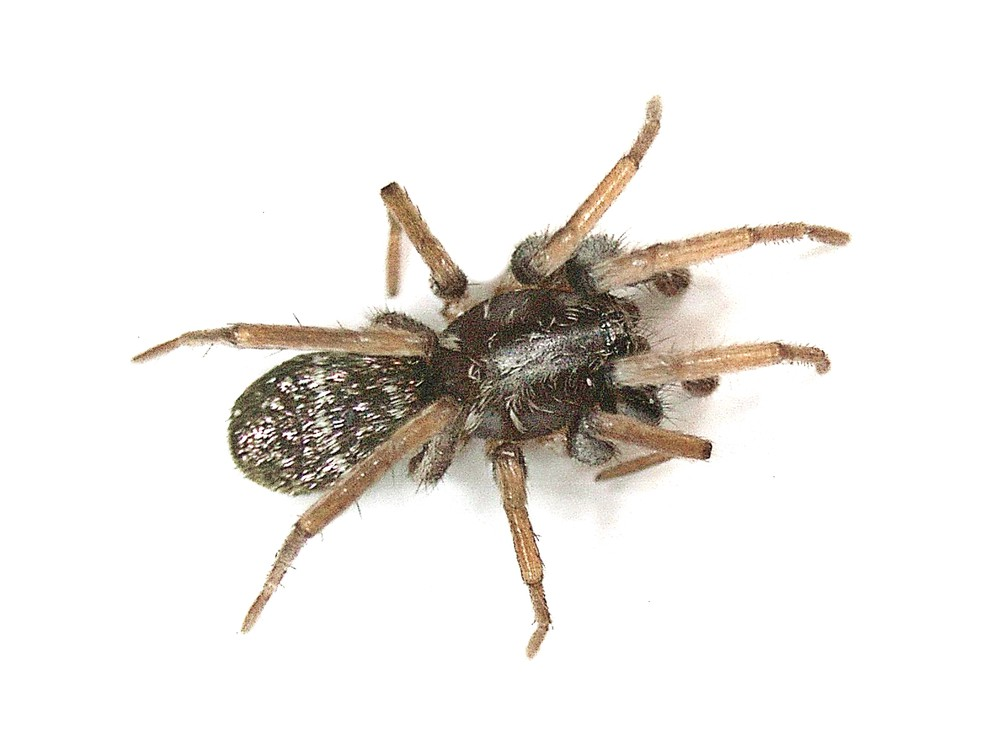
Männliche Schillerspinne

Die europäischen Arten der Schillerspinnen erreichen eine Körperlänge von 1,75 bis 7,5 Millimetern, wobei hier 0,9 bis 3,2 Millimeter auf das Prosoma (Vorderkörper) entfallen. Bei den amerikanischen Vertretern wurden Körperlängen von 1,3 bis maximal 6,5 Millimetern gemessen. Es handelt sich also um eher kleinere Spinnenarten. Ein auffälliges Merkmal der eher schlank gebauten Schillerspinnen ist der ameisenähnliche Habitus (Erscheinungsbild), womit sie zu den myrmekomorphen (ameisenimitierenden) Spinnen gezählt werden. Die Arten der Gattung sind am Körper und den Beinen mit metallisch glänzenden Setae (chitinisierten Haaren) bedeckt, die leicht abgerieben werden können.

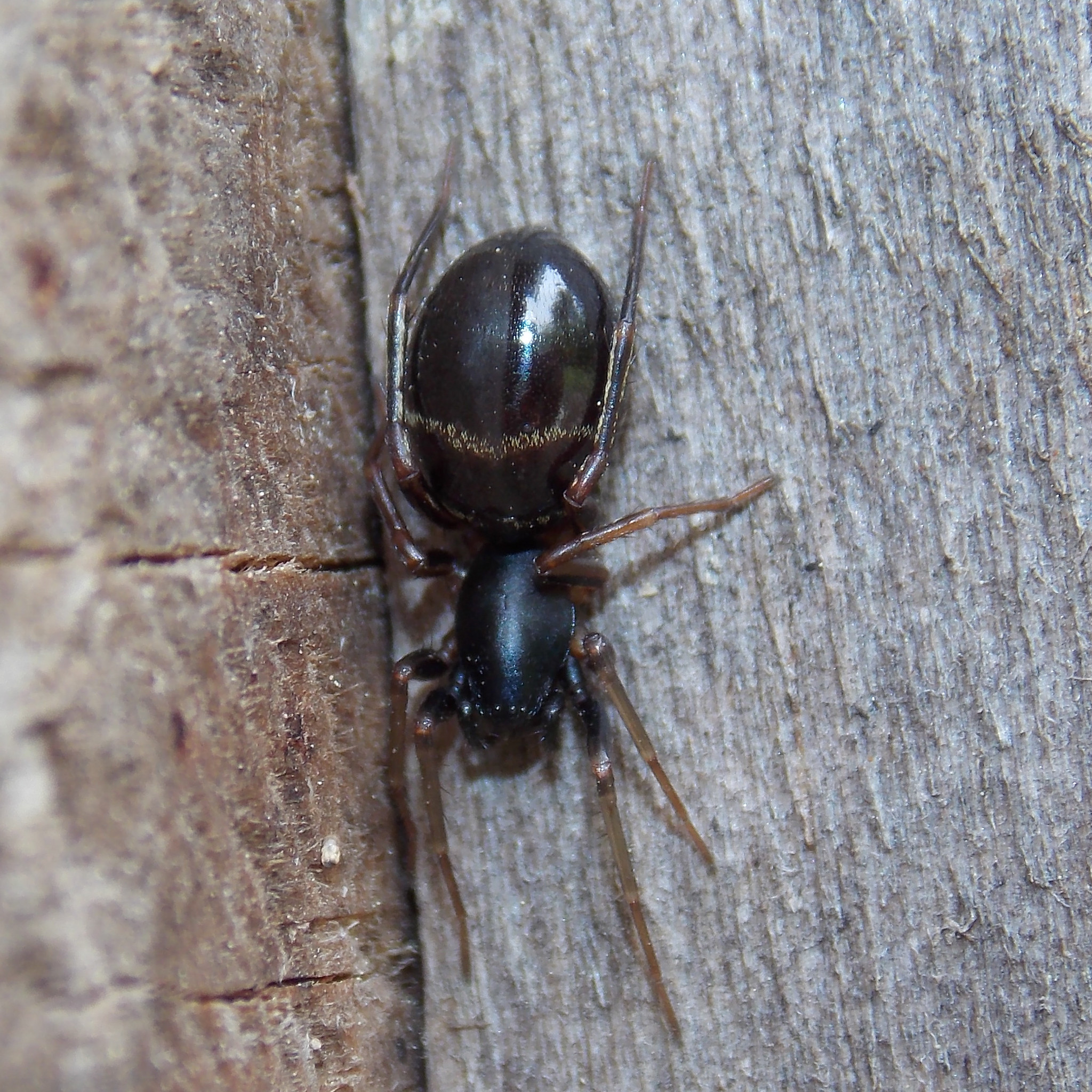
Dorsalansicht einer weiblichen Schillerspinne mit Blick auf den Carapax

Das Prosoma der Schillerspinnen kann sehr variabel geformt sein. Der Carapax (Rückenplatte des Prosomas) erscheint dorsal (oben) betrachtet am Ende der Coxen (Hüftglieder) des zweiten Beinpaares, während er im Bereich der Pedipalpen (umgewandelte Extremitäten im Kopfbereich) stark verengt erscheint. Die Fovea (An die Muskeln des Saugmagens ansetzende Einkerbung) ist bei den Schillerspinnen sehr klein oder gar zurückgebildet. Von der Fovea oder dem Bereich dieser, wenn sie fehlt, gehen radial angelegte und aus weißen, schuppenartigen Setae bestehende Bänder aus. Der Bereich der Augen und der Clypeus (Abschnitt zwischen dem anterioren Augen und dem Carapax) sind mit Borsten versehen. Beide Augenreihen erscheinen dorsal gebogen, dabei die anteriore (vordere) stärker. Selten ist die posteriore (hintere) Augenreihe gerade oder rekursiv geformt. Die Augen selber sind vergleichsweise klein und relativ gleichmäßig angelegt. Eine Ausnahme sind die ovalen und hellen anterior lateralen (seitlichen) Augen, die in einem Abstand, der geringer als ihrer eigener Durchmesser ist, von den kreisrunden und dunklen anterior medianen (mittleren) Augen beabstandet sind. Die posterior medianen Augen erscheinen schräg rechteckig und hell, während die posterior lateralen Augen oval und hell in Erscheinung treten. Das mediane Augenviereck zwischen den Medianaugen ist vorne oder hinten für gewöhnlich länger als breit. Die Höhe des Clypeus ist größer als der Durchmesser der anterior medianen Augen.

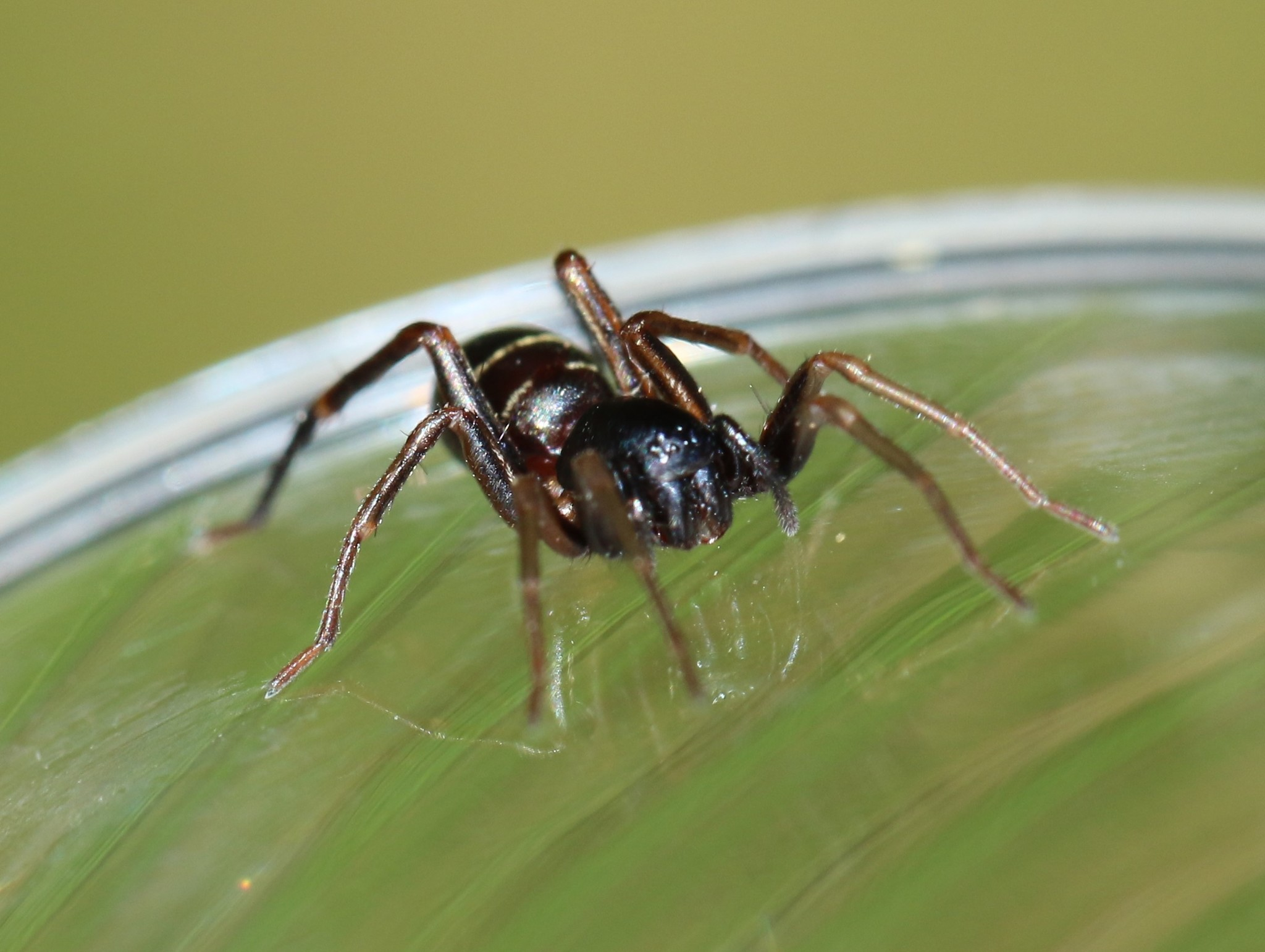
Frontalansicht einer weiblichen Schillerspinne mit erkennbaren Augen und Cheliceren

Die Cheliceren (Kieferklauen) besitzen an den Fangfurchen an deren vorderen Rändern zwei und an den hinteren keine oder einen Zahn. Sie verfügen im Regelfall über keine Schuppensetae. Ausnahmen sind M. guttigera und M. funerea mit einer spärlichen Bedeckung weißlicher Schuppensetae an diesem Bereich sowie die Rote Schillerspinne (M. fulgens), die an den Cheliceren kupferartige Schuppensetae besitzt. Die Maxillae (umgebildete Coxen der Pedipalpen) sind von rechteckiger Form und erscheinen schräg niedergedrückt. Sie haben außerdem eine verschieden deutliche Querfurche. Das Labium sklerotisierte, bzw. gehärtete Platte zwischen den Maxillae an der Vorderseite des Sternums ist lang, dreieckig und distal (vom Zentrum entfernt) gerundet. Das Sternum (Brustschild des Prosomas) ist nach hinten ausgerichtet.

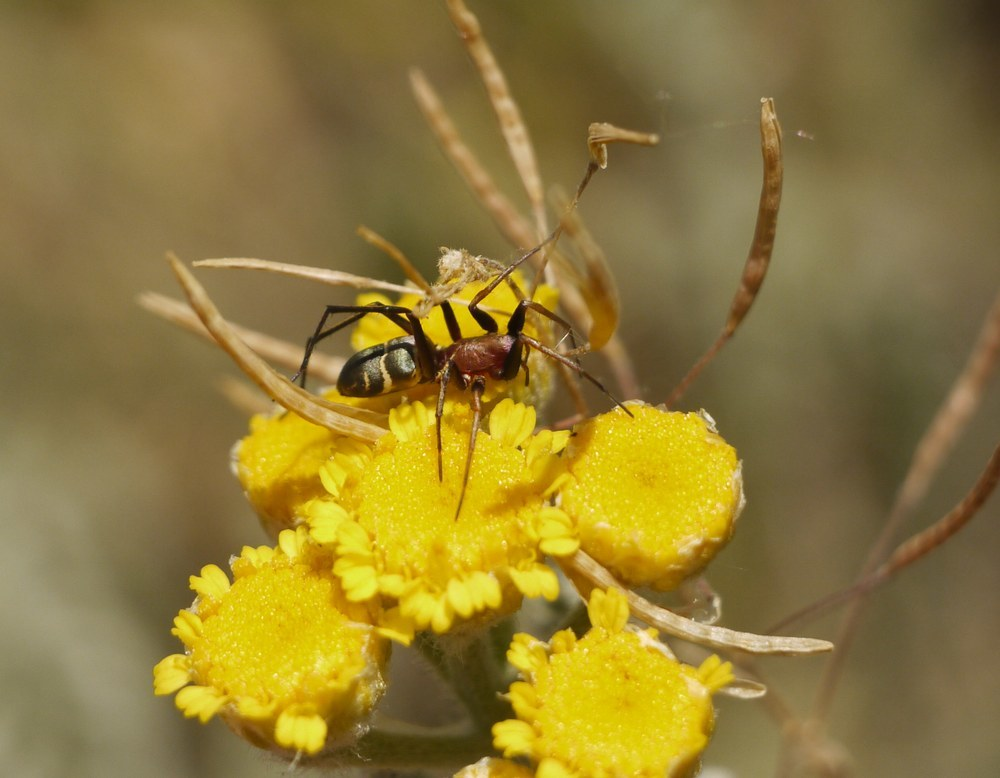
Lateralansicht einer weiblichen Schillerspinne mit erkennbaren Beinstrukturen

Die Beine der Schillerspinnen sind verglichen mit denen anderer Plattbauchspinnen (Gnaphosidae) lang und dünn. Außerdem erscheinen sie des Öfteren heller als der restliche Körper der Spinnen. Die Längenformel der Beinpaare von groß nach klein lautet bei den Arten der Gattung 4-1-2-3. Die Beine der Schillerspinnen tragen wie die vieler anderer Spinnen Stacheln, deren Anordnung sich formelweise wiedergeben lässt. Die Dorsalseite der Femora (Schenkel) weist zumeist Borsten in folgender Anordnung auf: 1-1-1, 1-1, 1. Seltener beträgt deren Anordnung dort in der Reihenfolge: 1-1-1-1 oder 1, 1-1, 1-1, 1-1, 1. Die Femora des ersten Beinpaars trägt jedoch immer mindestens eine weitere Borste, die distal-prodorsal (vom Zentrum entfernt und vorgelegt vorne) angelegt ist. Die Tibien (Schienen) der ersten beiden Beinpaare haben bei den weiblichen Individuen nicht selten ventral (seitlich) zwei lange Stacheln. In dem Fall sind auch die Metatarsen (Fersenglieder der Tarsen, bzw. Fußglieder) dieser Tiere ebenfalls auf der Ventralseite mit einer oder zwei Stacheln versehen. Den Männchen fehlen diese Stacheln zumeist oder sie sind lediglich haarartig ausgebildet. Die Scopulae (Hafthaarbüschel) werden aus je zwei Doppelreihen kürzerer Setae gebildet, die die Tarsen, Metatarsen in ganzer Länge sowie die Tibien und Femora distal bedecken. Beim Weibchen von M. triguttata sind die Setae der Scopulae länger und borstenförmig ausgebildet. Die Pedipalpen der Weibchen haben oftmals eine Endklaue. Bei den Männchen haben diese Extremitäten oft ventral einem Höcker und die Tibien verfügen mit Ausnahme von M. ignea einen distal-retrolateral (vom Zentrum entfernten und weiter hinten seitlichen) und zusätzlich oder stattdessen eine bis zwei Apophysen (Fortsätze). Außerdem sind die Pedipalpen der männlichen Tiere ventral nicht selten unterschiedlich stark komprimiert.

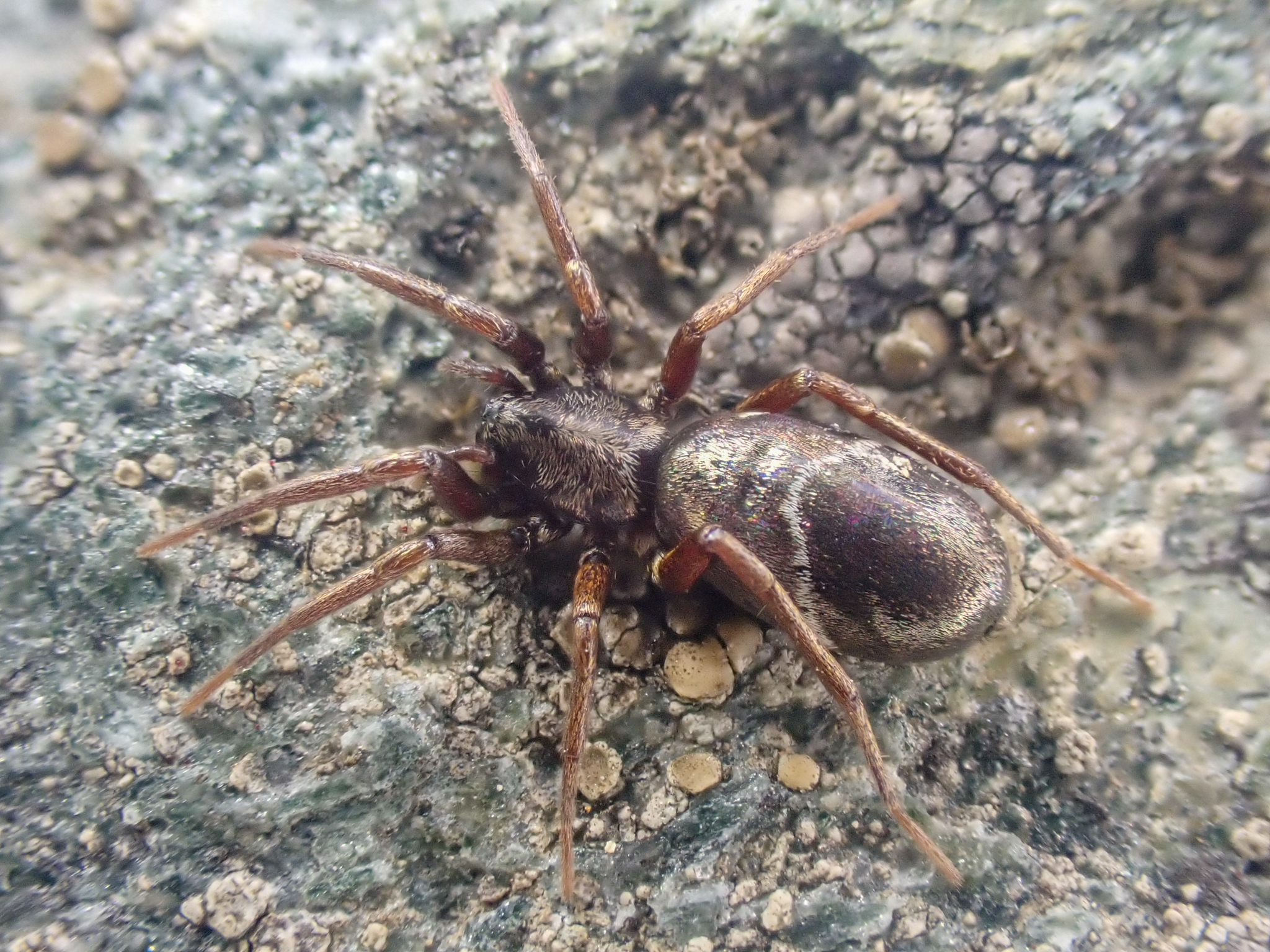
Rückansicht einer weiblichen Schillerspinne mit Blick auf das Opisthosoma mitsamt der durch Irisierung (Lichtbruch) schillernden Setae

Das Opisthosoma (Hinterleib) ist bei den Schillerspinnen von länglich-ovaler Form und erscheint überdies meistens walzenförmig. Bei wenigen, etwa M. albovittata Arten ist es auch spitz endend. Markant ist die in der Längsmitte besonders dorsal ausgeprägte, sattelförmige Einschnürung des Opisthosomas, die insbesondere je nach Art unterschiedlich ausgebildet sein kann. Das Opisthosoma ist bei den Arten der Gattung mit durch Irisierung (Lichtbruch) schillernden Setae versehen und kann bei den verschiedenen Arten sehr variabel gefärbt sein. Die Schillerspinnen verfügen anders als viele andere Plattbauchspinnen über kein Scutum (sklerotisierte Platte) auf der Dorsalseite des Opisthosomas. Ein weiteres bei den Schillerspinnen vorhandenes und für Plattbauchspinnen atypisches Merkmal sind die zylindrischen und für geläufig kurzen Spinnwarzen. Deren Anzahl beträgt bei den Vertretern der Gattung sechs und ihr Abstand zueinander beträgt an der Basis etwa ihr eigener Durchmesser.

### Genitalmorphologische Merkmale
| Bulbi | Epigynen |
|       |          |

Ein einzelner Bulbus (männliches Geschlechtsorgan) der Schillerspinnen verfügt über einfach gewellte Samenschläuche. Die Spitze des Cymbium (vorderstes Sklerit, bzw. Hartteil des Bulbus)west ventral-distal bei fast allen Arten zwei bis vier längeren Borsten auf. Bei der Rindenschillerspinne (M. subopaca) und M. sociabilis befindet sich auf dem Cymbium basal-prolateral (an der Basis liegend und vorgerückt seitlich) je noch eine weitere Borste. Auch sind eine mediane (mittlere) und eine teguläre (rückseitige) Apophyse bei Schillerspinnen gängig. Im Falle von deren Vorhandensein sind beide Apophysen beweglich und durch einen nicht sklerotisierten, weißen Abschnitt mit dem Tegulum (mittleres Sklerit des Bulbus) verbunden. Der Embolus selber endet auf der Distalseite spitzartig und ist bei der Arktoalpinen Schillerspinne (M. alpica) auffallend groß. Der Embolus ist bei den Arten der Gattung zumeist spitz verlaufend und distal nach retrolateral umbiegend, wobei letzteres bei der Gefleckten Schillerspinne (M. guttulata) nicht der Fall ist.
Die Epigyne (weibliches Geschlechtsorgan) der Vertreter der Schillerspinnen ist durch durchscheinende Spermatheken (Samentaschen) mitsamt Kopulationskanälen gekennzeichnet, deren Öffnungen gut identifizierbar sind. Letztere besitzen bei allen Arten eine kleine Aussackung, sind sehr lang und weisen Drüsen auf. Die paarweise angelegten Spermatheken sind kugel- oder nierenförmig und die Einfuhrgänge sind median vor diesen platziert. Die Epigyne besitzt bei den Arten der Schillerspinnen frontal eine Querleiste und median gehäuft eine Furche oder Grube, deren Seitenränder die Einführungsgänge überlappen können. Aboral (vom Mund entfernt liegend und zum Anus gerichtet) besitzt der Großteil der Schillerspinnen an der Epigyne ein Paar stark sklerotisierter, sichelförmiger Strukturen, die nur bei wenigen Vertretern, etwa der Erzschillerspinne (M. aenea), der Arktoalpinen Schillerspinne und M. rossica fehlen. Ist dies der Fall, sind meistens auch die Spermatheken reduziert. Hier bildet die Arktoalpine Schillerspinne jedoch eine Ausnahme.

### Den Schillerspinnen ähnliche Spinnen
Die Arten der Schillerspinnen ähneln optisch den nicht näher verwandten der Gattung der Ameisenvagabunden (Phrurolithus), die zur Familie der Ameisensackspinnen (Phrurolithidae) zählen. Wie die Schillerspinnen ahmen auch die Ameisenvagabunden entsprechend ihrem Trivialnamen Ameisen nach und haben überdies eine ähnliche Lebensweise.
Den Ameisenvagabunden fehlt die bei Schillerspinnen vorhandene sattelförmige Einschnürung am Opisthosoma genau wie die bei erstgenannter Gattung existente Eindellung der Laden. Die Ameisenvagabunden besitzen dafür auf der Ventralseite der Metatarsen und Tarsen deutlich mehr Borsten (zwei bis vier Paare). Gleiches trifft auch auf die hinten anliegende Zähnung am hinteren Rand der Cheliceren zu, deren Anzahl bei den Ameisenvagabunden zwei beträgt. Im Gegensatz zu den Schillerspinnen verfügen die Ameisenvagabunden außerdem über Auswüchse an den Femores. Jedoch fehlen ihnen die bei den Schillerspinnen fast immer vorhandene Beborstung am Cymbium, die hakenförmigen Spermatheken und die Drüsen der Kopulationskanäle.
Entfernt bestehen auch Ähnlichkeiten der Schillerspinnen mit der Gattung der Mausspinnen (Scotophaeus), die wie diese zu den Plattbauchspinnen (Gnaphosidae) gehört. Die Mausspinnen sind allerdings im Gegensatz zu den Schillerspinnen und damit wie die Mehrheit der Plattbauchspinnen nachtaktiv. Außerdem vollführen die Arten der Mausspinnen keine Mimikry.
Auch den Mausspinnen fehlt die Einschnürung des Opisthosomas, dafür sind bei ihnen die Dellungen der Laden sehr stark ausgeprägt. Die Mausspinnen weisen keinerlei Borsten auf den Metatarsen und Tarsen auf und die Anzahl der Zähne am hinteren Rand der Cheliceren beträgt hier durchgehend eins. Ferner besitzen die Mausspinnen durchgehend Borsten auf den Cymbii und hakenförmige Samentaschen. Ihnen fehlt allerdings genau wie den Ameisenvagabunden die Drüsen an den Kopulationskanälen.

Beispiele für den Schillerspinnen ähnliche Spinnen
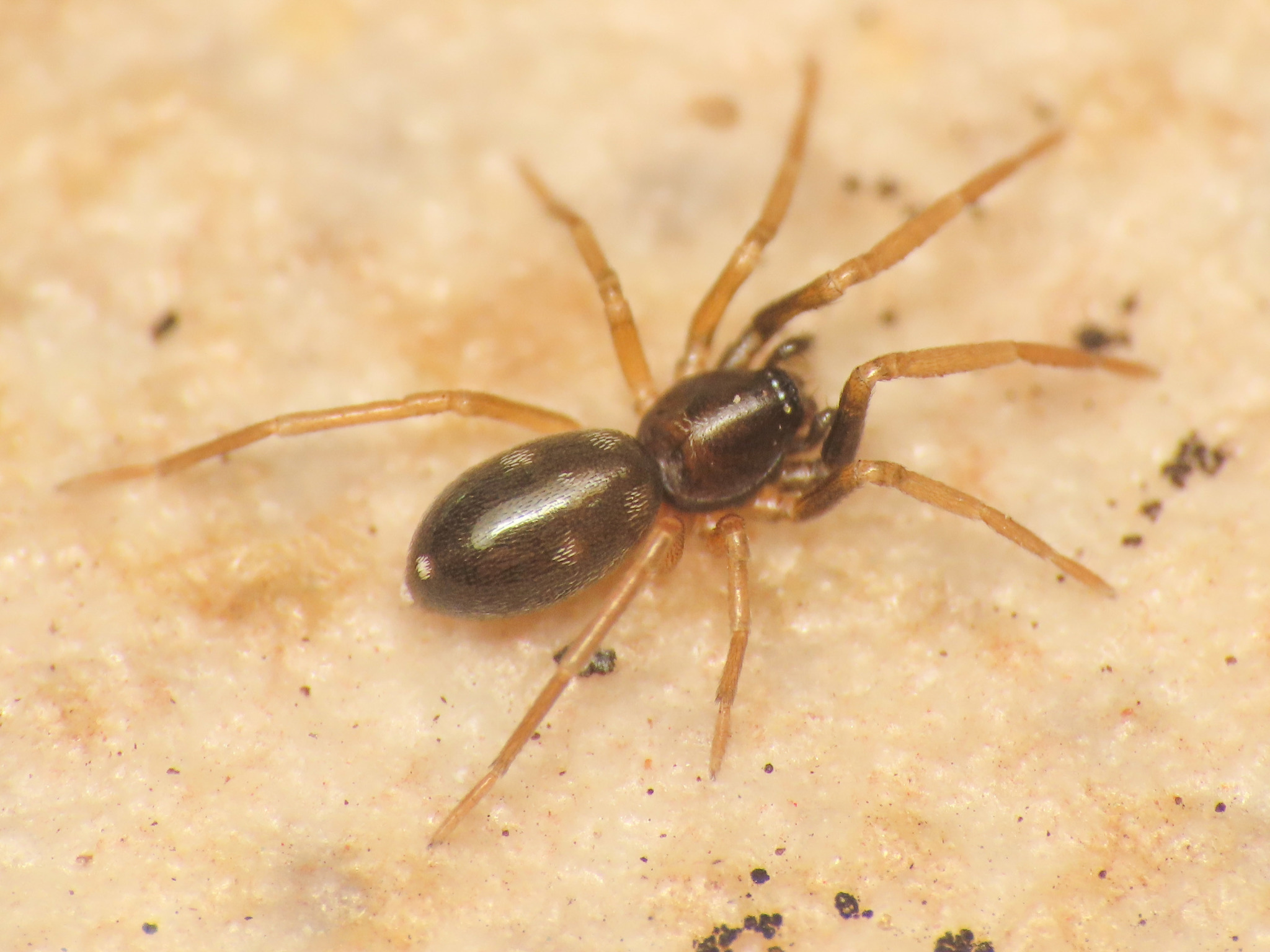
Weiblicher …
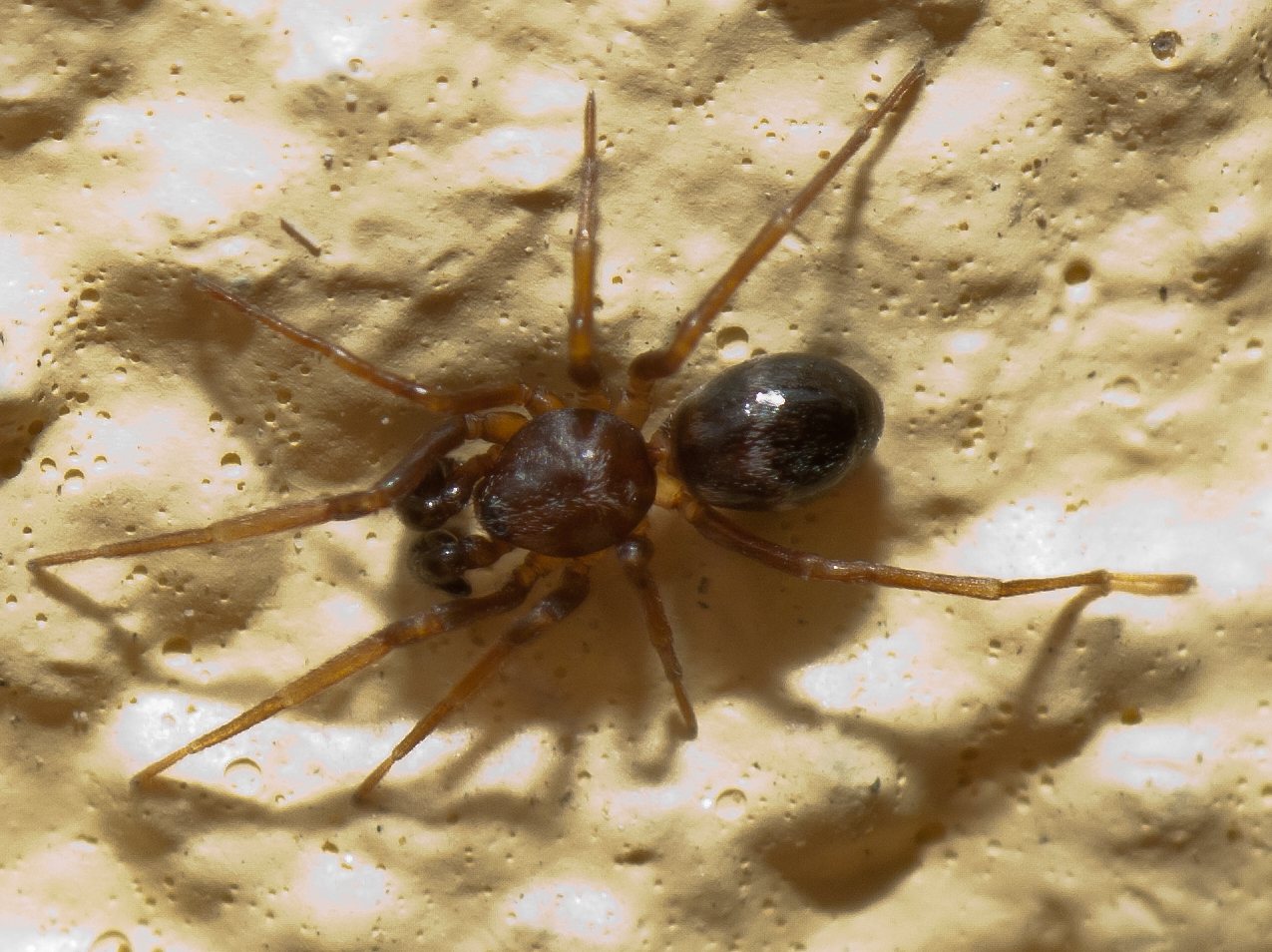
… und männlicher Ameisenvagabund (Phrurolithus sp.)
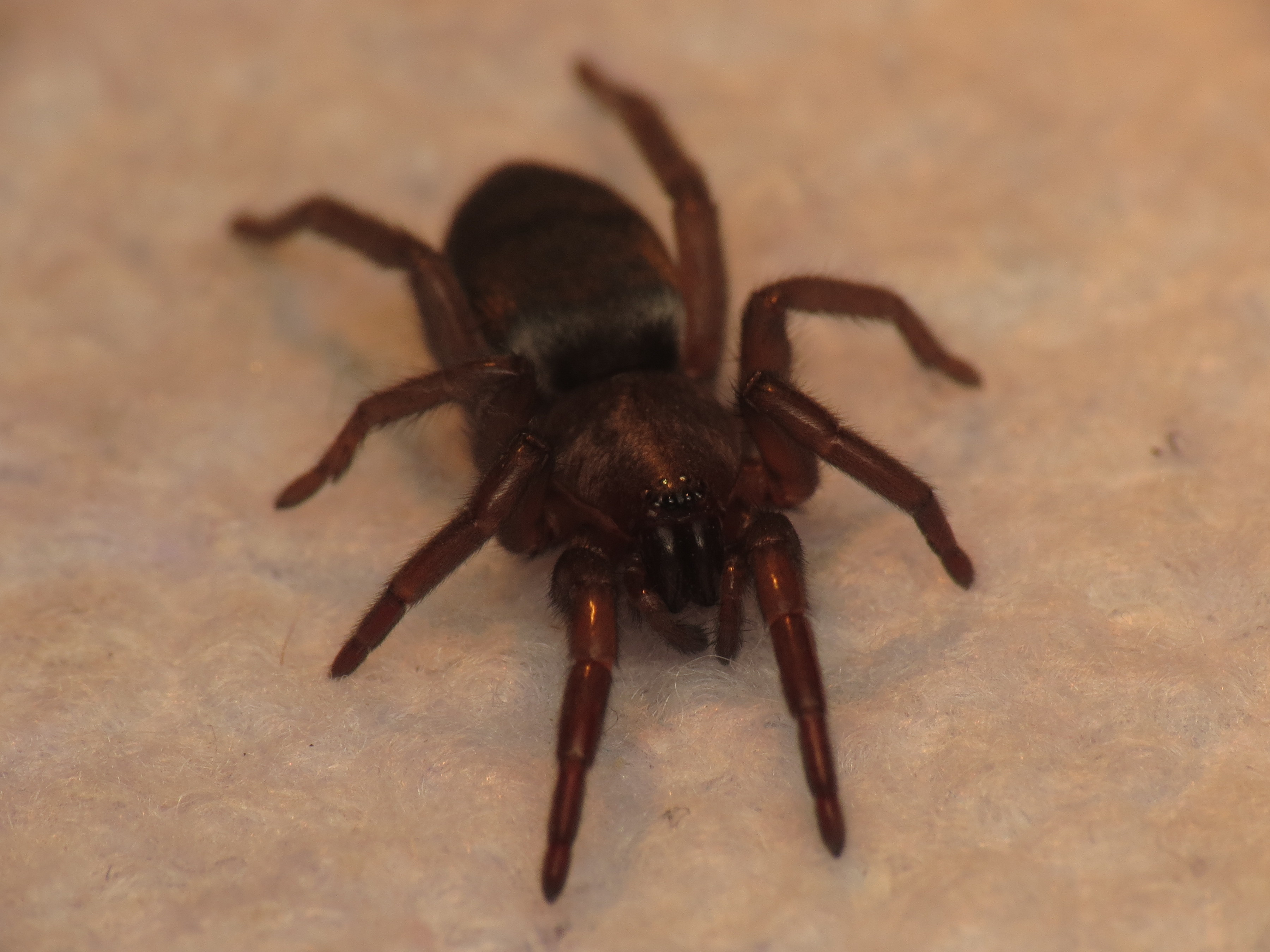
Weibliche …
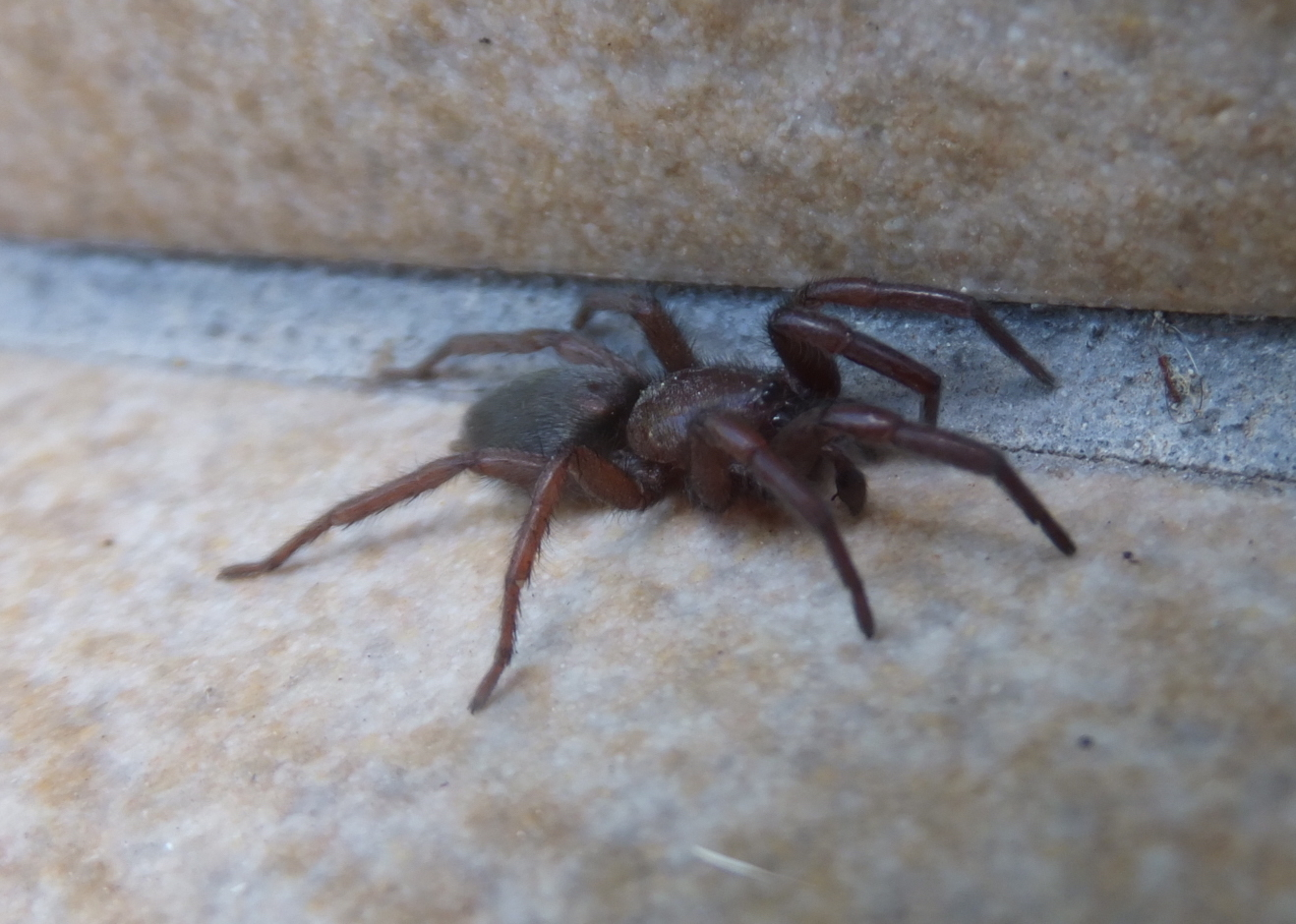
… und männliche Mausspinne (Scotophaeus sp.)

## Verbreitung und Lebensräume

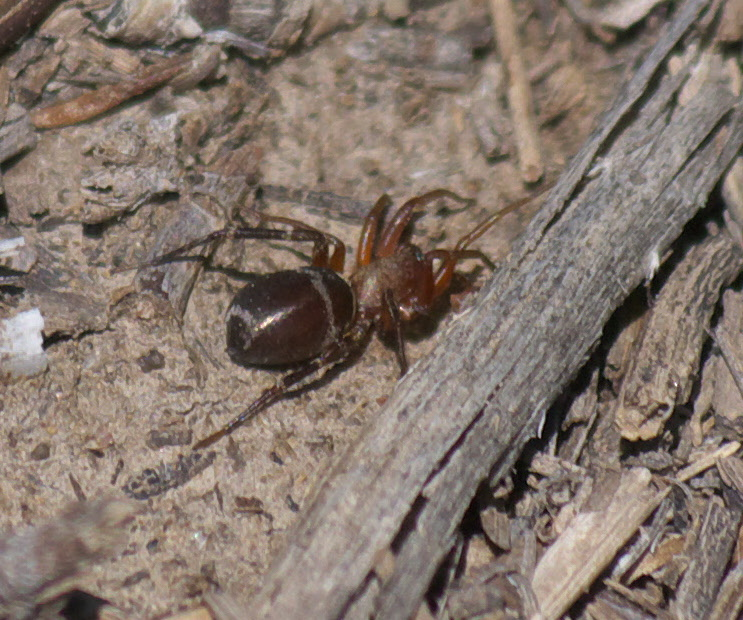
Weibliche Schillerspinne auf dem Bodengrund, gefunden im Alamosa County im US-Bundesstaat Colorado.

Die Arten der Schillerspinnen sind nahezu ausschließlich in der Holarktis verbreitet, dort sind sie aber auch zahlreich besonders in Europa, Asien, Amerika und teilweise auch Nordafrika vertreten. Nur wenige Arten sind auf der Südhalbkugel vertreten.
Alle Schillerspinnen bewohnen trockene, offene Habitate (Lebensräume) wie Felshänge und Trockenrasen, wo die Tiere u. a. auf Steinen gefunden werden können. Gehäuft kommen Schillerspinnen vor allem an von Ameisen besiedelten Arealen vor.

## Lebensweise

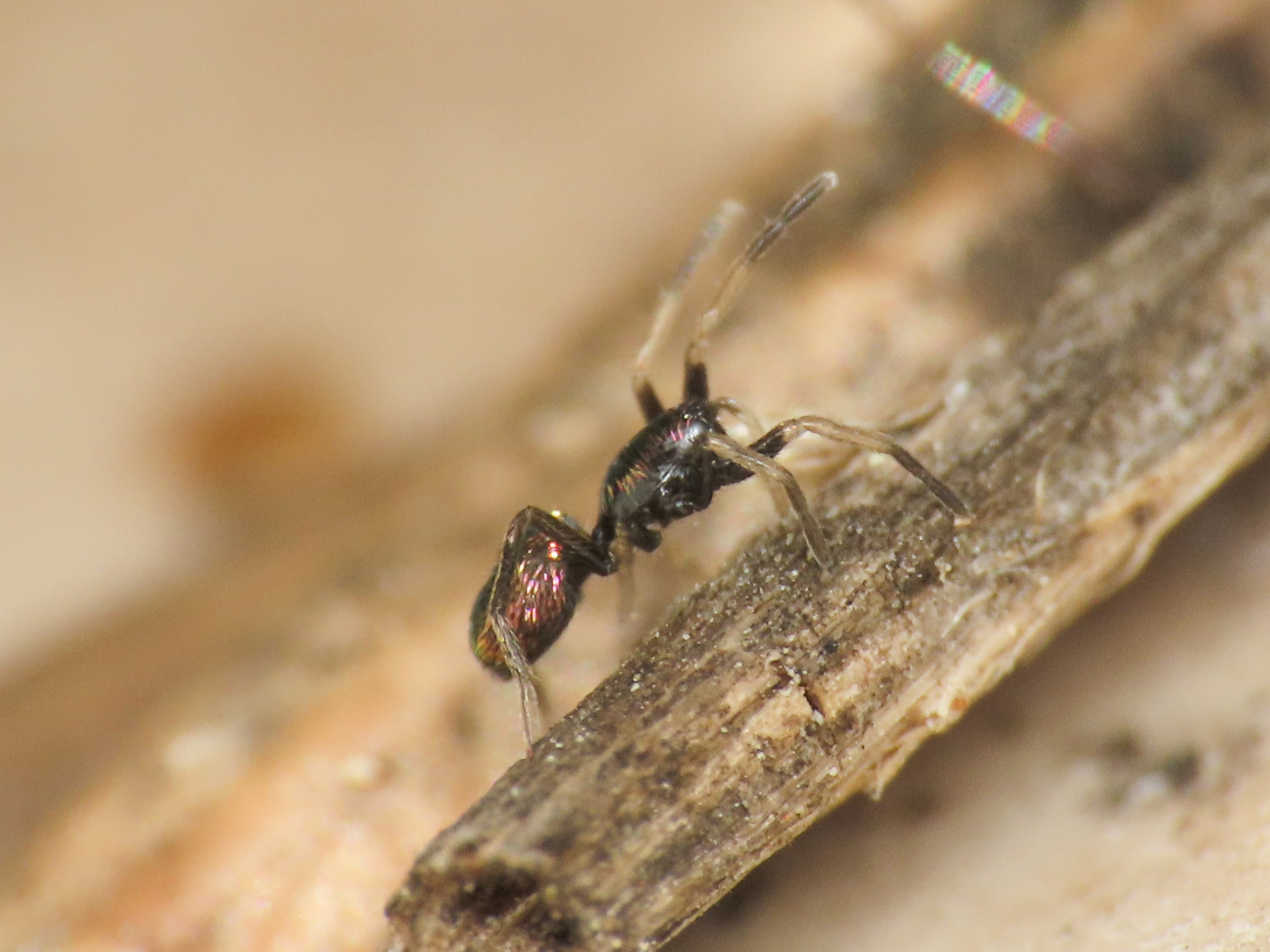
Eine weibliche Schillerspinne ahmt eine Ameise durch das angehobene erste Beinpaar nach. Diese Form der Mimikry ist auch bei anderen myrmekomorphen Spinnen ausgeprägt.

Die Schillerspinnen zählen zu den wenigen tagaktiven Plattbauchspinnen (Gnaphosdiae), teilen mit den anderen Vertretern der Familie aber ihre ruckartige Fortbewegungsweise sowie die Bevorzugung bodennahen Areals. So laufen sie am Tag flink auf Steinen und dem Bodengrund umher. Bei der Fortbewegung werden das Opisthosoma und das erste Beinpaar angehoben und die Nachahmung von Ameisen dadurch verstärkt. Auch bei den während des Laufens gelegentlich folgenden Stillständen heben die Spinnen ihr Opisthosoma an, was auch bei den Ameisenvagabunden (Phrurolithus) vorkommt.

### Jagdverhalten und Beutespektrum
Alle Arten der Schillerspinnen ernähren sich wie für Spinnen üblich räuberisch und sind wie die anderen der Plattbauchspinnen (Gnaphosidae) aktive Laufjäger, die kein Spinnennetz für den Beutefang anlegen.
Über das Beutespektrum der verschiedenen Arten der Schillerspinnen existieren insbesondere im Bezug auf die Nachahmung von Ameisen unterschiedliche Sichtungen. M. sociabilis wurde vermehrt in Gesellschaft mit Kolonien der Rotrückigen Drüsenameise (Liometopum microcephalum) gesichtet und scheint sich von den Arbeiterinnen der Ameise zu ernähren. Andere Arten, etwa die Steifbein- (M. micans) und die Gewöhnliche Schillerspinne (M. pulicaria) scheinen Ameisen zu meiden und anderweitig als opportunistische Jäger andere Gliederfüßer zu erbeuten. Von der Rindenschillerspinne (M. subopaca) ist bekannt, dass diese kleine Insekten erbeutet.

### Theorien über die Mimikry bei den Schillerspinnen
Die Form der Mimikry ist bei den Schillerspinnen bisher nicht vollständig untersucht und scheint nach bisherigen Auffassungen je nach Art verschiedene Funktionen zu erfüllen. M.  sociabilis scheint sich von den Arbeiterinnen der Rotrückigen Drüsenameise (Liometopum microcephalum) zu ernähren und lebt in Assoziation mit deren Kolonien. Gleichzeitig dient die auf die Ameise angepasste Färbung wohl als Schutz vor Angriffen der räuberisch lebenden Rotrückigen Drüsenameise selber.
Andere Schillerspinnen scheinen in Form der Bates’schen Mimikry Ameisen zu imitieren, um von Prädatoren (Fressfeinden), die Ameisen meiden, ebenfalls verschont zu werden. Dies scheint bei der Steifbein- (M. micans) und der Gewöhnlichen Schillerspinne (M. pulicaria) der Fall zu sein. Beide Arten leben in direkter Nähe zu Ameisenkolonien, scheinen die Ameisen aber nicht als Beute anzusehen.

### Lebenszyklus und Phänologie
Der Lebenszyklus der Schillerspinnen ist wie der vieler anderer Plattbauchspinnen (Gnaphosidae) weitestgehend unerforscht. Bei den in den gemäßigten Klimazonen vorkommenden Vertretern der Gattung wird er wie bei anderen dort verbreiteten Spinnenarten von den Jahreszeiten mitbestimmt. Die Phänologie (Aktivitätszeit) der ausgewachsenen Individuen beläuft sich dann auf die warme Jahreszeit und variiert je nach Art.

#### Paarung
Innerhalb der Gattung der Schillerspinnen ist das Paarungsverhalten bislang lediglich bei der Streifbein-Schillerspinne (M. micans) und bei M. sociabilis dokumentiert worden. Die Paarung selber erfolgt in der für freijagende Echte Webspinnen üblichen Position III. Das Männchen besteigt also das Weibchen frontal, sodass beide dann übereinander befindliche Partner jeweils in die entgegengesetzte Richtung blicken. Bei beiden Arten sind seitens des Männchens Wechsel der jeweils einzuführenden Bulbi in die Epigyne des Weibchens während der Paarung vermerkt. Die Paarung kann bei beiden Arten über mehrere Stunden andauern.
Bei M. sociabilis fand man heraus, dass das Männchen der Art nach der Paarung die Epigyne des Weibchens mit einem pfropfenartig wirkenden Sekret verschließen, das vom Männchen mithilfe einer massiven Drüse an den Pedipalpen produziert wird. Das Sekret kann vom Männchen tief in die Epigyne des Weibchens hineinversetzt werden. Dennoch scheint die Produktion des Sekrets und die Kopulationsdauer vom Weibchen gesteuert zu werden. Nur vollständige Bedeckungen des Sekrets bleiben in der Epigyne weiterhin bestehen. Bei folgenden Verpaarungen des gleichen Weibchen mit einem anderen Männchen lässt sich dieser Sekretstopfen nur schwer entfernen. Ferner sinkt die Paarungswilligkeit eines Männchens bei einem bereits verpaarten Weibchen.
Bei der gleichen Art wurde überdies ein für Spinnen eher unübliches Verhalten vom Sexuellem Kannibalismus seitens des Männchens gegenüber dem Weibchen überliefert. Jüngere Männchen der Sommergeneration bevorzugen jüngere Weibchen als Geschlechtspartner, während ältere Weibchen, die bereits im Frühling ihre Geschlechtsreife erlangten, von den Männchen häufiger erbeutet werden. Die Größe oder eine zuvor bereits erfolgte Verpaarung des Weibchens spielt dabei keine Rolle. Jedoch sind jüngere und größere Männchen der Sommergeneration kannibalischer als etwa kleinere und ältere der Frühlingsgeneration. Es wird vermutet, dass dieses Phänomen der männlichen Partnerwahl ein Mechanismus ist, der den Paarungserfolg erhöhen soll, da jüngere Weibchen allgemein fruchtbarer sind als ältere.

#### Eiablage und Schlupf
Begattete Weibchen der Schillerspinnen legen ihre Eier wie bei Spinnen üblich in einem von ihnen gefertigten Eikokon ab. Der Kokonbau wurde innerhalb der Gattung sowohl bei der Steifbein- (M. micans) und der Gewöhnlichen Schillerspinne (M. pulicaria) analysiert. Das Weibchen letzterer Art fertigt einen festen Eikokon, der von seiner Gestalt her an einen geränderten Topf erinnert. Der Kokon wird zwar nicht vom Weibchen bewacht, aber es kehrt regelmäßig zurück, um den Eikokon zu überprüfen.
Bei einer einzelnen Beobachtung in Gefangenschaft legte ein Weibchen der Steifbein-Schillerspinne einen Eikokon mit 10 Eiern an. Gut zwei Monate nach der Kokonherstellung schlüpfte aus dem Kokon jedoch nur ein Jungtier. Das Weibchen verstarb etwa 15 Tage zuvor und das nicht mehr auffindbare Männchen fiel vermutlich noch zuvor dem Weibchen zu Opfer.
Die geschlüpften Jungtiere der Schillerspinnen wachsen selbstständig heran. Dabei überwintern sie bei den in den gemäßigten Klimazonen verbreiteten Arten und erlangen im Folgejahr ihre Geschlechtsreife.

## Systematik

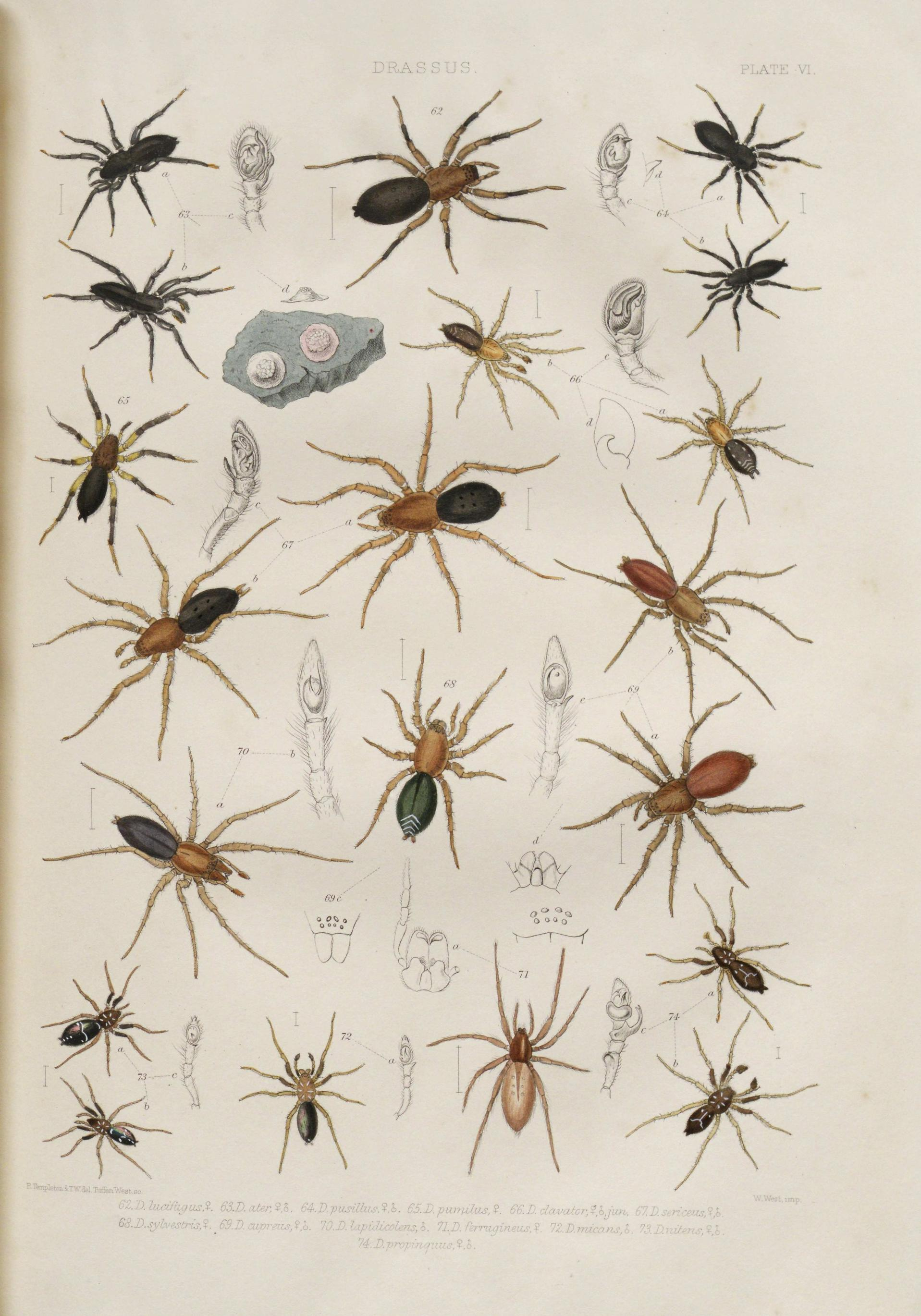
Ausschnitt aus A History of the Spiders of Great Britain and Ireland. (1861/64) von John Blackwall

Die Systematik der Schillerspinne erfuhr mehrere Änderungen. Die Typusart der Gattung ist die Rote Schillerspinne (M. fulgens).

### Beschreibungsgeschichte und umstrittene Familienzugehörigkeit
Die Schillerspinnen wurden aufgrund der Form ihrer Spinnwarzen insbesondere früher zu der Familie der Sackspinnen (Clubionidae) gerechnet. 1951 begründeten George Hazelwood Locket und Alfred Frank Millidge die Zugehörigkeit der Gattung zur Familie der Plattbauchspinnen (Gnaphosidae) anhand des für diese Familie typischen Aufbaus der Geschlechtsorgane sowie dem der Scopulae. Außerdem wurden die ebenfalls für Plattbauchspinnen typisch ovalen Mittelaugen und die Querfurchen der Laden, die den Sackspinnen fehlen, mit einbezogen. Zu guter Letzt können die Spinnwarzen der Schillerspinnen verglichen mit denen anderer Plattbauchspinnen zwar kurz sein und denen der Sackspinnen somit ähneln. Dies ist jedoch nicht die Regel. Neben Locket und Millidge stellte später auch Pekka Taisto Lehtinen 1967 die Schillerspinnen zu den Plattbauchspinnen und erwog sogar, für die Schillerspinnen eine eigene Familie der Micaridae aufzustellen.

### Arten
Die Gattung der Schillerspinnen umfasst 105 Arten einschließlich Unterarten. Diese und ihre geographische Verbreitung sind folgende:
- M. aborigenica Mikhailov, 1988 – Russland (Nordosten Sibiriens)
- M. aciculata Simon, 1895 – Russland (Südsibirien)
- Erzschillerspinne (M. aenea) Thorell, 1871 – Nordamerika, Europa, Russland (europäischer bis fernöstlicher Teil), Kasachstan
- M. albofasciata Hu, 2001 – China
- M. albovittata (Lucas, 1846) – Europa, Türkei, Kaukasien, Russland (europäischer bis zentralasiatischer Teil), Iran, Turkmenistan, China
- Arktoalpine Schillerspinne (M. alpina) L. Koch, 1872 – Vereinigte Staaten Alaska, Kanada, Europa, Russland (europäischer bis fernöstlicher Teil), Japan
- M. alxa Tang, Urita, Song & Zhao, 1997 – China
- M. beaufortia (Tucker, 1923) – Südafrika
- M. belezma Bosmans, 2000 – Algerien
- M. blicki Kovblyuk & Nadolny, 2008 – Ukraine
- M. bonneti Schenkel, 1963 – Mongolei, China
- M. bosmansi Kovblyuk & Nadolny, 2008 – Ukraine, Russland (europäischer Teil)
- M. braendegaardi Denis, 1958 – Afghanistan
- M. brignolii (Bosmans & Blick, 2000) – Portugal, Frankreich
- M. browni Barnes, 1953 – Vereinigte Staaten
- M. camargo Norman I. Platnick & Shadab, 1988 – Mexiko
- M. capistrano Platnick & Shadab, 1988 – Vereinigte Staaten, Mexico
- M. charitonovi Mikhailov & Ponomarev, 2008 – Kasachstan
- M. chrysis (Simon, 1910) – Südafrika
- M. cimarron Platnick & Shadab, 1988 – Vereinigte Staaten
- M. coarctata (Lucas, 1846) – Mittelmeerraum, Osteuropa, Kaukasien, Russland (europäischer bis fernöstlicher Teil), Kasachstan, Zentralasien
- M. coloradensis Banks, 1896 – Vereinigte Staaten, Kanada
- M. connexa O. Pickard-Cambridge, 1885 – China (Yarkand)
- M. constricta Emerton, 1894 – Nordamerika, Svalbard, Russland (nordeuropäischer Teil bis Mittelsibirien)
- M. corvina Simon, 1878 – Algerien, Tunesien, Israel
- M. croesia L. Koch, 1873 – Australien (New South Wales)
- M. cyrnea Brignoli, 1983 – Frankreich (Korsika), Italien, Griechenland
- M. delicatula Bryant, 1941 – Vereinigte Staaten
- M. deserticola Gertsch, 1933 – Vereinigte Staaten, Mexiko
- Grazile Schillerspinne (M. dives) (Lucas, 1846) – Europa, Türkei, Israel, Kaukasien, Russland (europäischer bis fernöstlicher Teil), Zentralasien, Indien, China, Korea, Japan
  - M. d. concolor (Caporiacco, 1935) – Karakorum
- M. donensis Ponomarev & Tsvetkov, 2006 – Russland (europäischer Teil)
- M. elizabethae Gertsch, 1942 – USA, Kanada
- M. emertoni Gertsch, 1935 – Nordamerika
- M. faltana Bhattacharya, 1935 – Indien
- Große Schillerspinne (M. formicaria) (Sundevall, 1831) – Europa, Türkei, Kaukasien, Russland (europäischer bis fernöstlicher Teil), Kasachstan, China
- M. foxi Gertsch, 1933 – Vereinigte Staaten, Kanada
- Rote Schillerspinne (M. fulgens) (Walckenaer, 1802) – Europa Kaukasien, Kaukasien, Russland (europäischer Teil bis Südsibirien), Zentralasien, China
- M. funerea Simon, 1878 – Spanien, Frankreich (Korsika), Bulgarien, Russland (kaukasischer Teil)
- M. galilaea Levy, 2009 – Israel
- M. gertschi Barrows & Ivie, 1942 – Vereinigte Staaten, Kanada
- M. gomerae Strand, 1911 – Kanarische Inseln
- M. gosiuta Gertsch, 1942 – Vereinigte Staaten, Mexiko
- M. gulliae Tuneva & Esyunin, 2003 – Russland (europäischer Teil), Kasachstan
- M. guttigera Simon, 1878 – Portugal, Spain, France
- Gefleckte Schillerspinne (M. guttulata) (C. L. Koch, 1839) – Europa, Russland (europäischer bis fernöstlicher Teil), Kasachstan, Kirgistan
- M. icenoglei Platnick & Shadab, 1988 – Vereinigte Staaten
- M. idana Platnick & Shadab, 1988 – Vereinigte Staaten, Kanada
- M. ignea (O. Pickard-Cambridge, 1872) – Kanarische Inseln, Algerien, Spanien, Griechenland (Kreta), Zypern, Ägypten, Jemen, Israel, Syrien, Iran, Zentralasien
- M. imperiosa Gertsch, 1935 – Vereinigte Staaten, Mexiko
- M. inornata L. Koch, 1873 – Australien
- M. japonica Hayashi, 1985 – Russland (fernöstlicher Teil), Korea, Japan
- M. jeanae Gertsch, 1942 – Vereinigte Staaten, Mexiko
- M. jinlin Song, Zhu & Zhang, 2004 – China
- M. kopetdaghensis Mikhailov, 1986 – Kaukasien bis Zentralasien
- M. langtry Platnick & Shadab, 1988 – Vereinigte Staaten
- M. lassena Platnick & Shadab, 1988 – Vereinigte Staaten
- M. laticeps Emerton, 1909 – Vereinigte Staaten, Kanada
- Sandschillerspinne (M. lenzi) Bösenberg, 1899 – Europa, Kaukasien, Russland (europäischer Teil bis Süd- und Nordostsibirien), Zentralasien, China
- M. lindbergi Roewer, 1962 – Afghanistan
- M. logunovi Zhang, Song & Zhu, 2001 – China
- M. longipes Emerton, 1890 – Nordamerika
- M. longispina Emerton, 1911 – Vereinigte Staaten, Kanada
- M. marchesii (Caporiacco, 1936) – Libyen
- M. marusiki Zhang, Song & Zhu, 2001 – China
- M. medica Platnick & Shadab, 1988 – Vereinigte Staaten, Kanada
- M. mexicana Platnick & Shadab, 1988 – Mexico
- Streifbein-Schillerspinne (M. micans) (Blackwall, 1958) – Europa, Kaukasien, Russland (europäischer Teil bis Südsibirien), Kasachstan, Zentralasien
- M. mongunica Danilov, 1997 – Russland (Südsibirien)
- M. mormon Gertsch, 1935 – Nordamerika
- M. nanella Gertsch, 1935 – Vereinigte Staaten, Mexiko
- Schneeschillerspinne (M. nivosa) L. Koch, 1866 – Europa, Russland (europäischer Teil bis Südsibirien), Kasachstan
- M. nye Platnick & Shadab, 1988 – Vereinigte Staaten, Mexiko
- M. otero Platnick & Shadab, 1988 – Vereinigte Staaten
- M. pallens Denis, 1958 – Afghanistan
- M. pallida O. Pickard-Cambridge, 1885 – Tadschikistan
- M. palliditarsa Banks, 1896 – Vereinigte Staaten, Mexiko
- M. pallipes (Lucas, 1846) – Madeira, Mittelmeerraum bis Zentralasien
- M. palma Platnick & Shadab, 1988 – Vereinigte Staaten
- M. palmgreni Wunderlich, 1980 – Finnland
- M. paralbofasciata Song, Zhu & Zhang, 2004 – China
- M. pasadena Platnick & Shadab, 1988 – Vereinigte Staaten, Mexiko
- M. porta Platnick & Shadab, 1988 – Vereinigte Staaten, Mexiko
- M. pulcherrima Caporiacco, 1935 – Indien, Pakistan, Russland (Südsibirien), China
  - M. p. flava Caporiacco, 1935 – Karakorum
- Gewöhnliche Schillerspinne (M. pulicaria) (Sundevall, 1831) – Nordamerika, Europa, Türkei, Kaukasien, Russland (europäischer bis fernöstlicher Teil), Zentralasien, China, Japan
- M. punctata Banks, 1896 – Vereinigte Staaten
- M. riggsi Gertsch, 1942 – Vereinigte Staaten, Kanada
- M. rossica Thorell, 1875 – Nordamerika, Europa, Türkei, Kaukasien, Russland (europäischer bis fernöstlicher Teil), Zentralasien, Mongolei, China
- M. seminola Gertsch, 1942 – Vereinigte Staaten
- M. seymuria Tuneva, 2004 – Kasachstan
- Schlesische Schillerspinne (M. silesiaca) L. Koch, 1875 – Europa, Kaukasien, Russland (europäischer Teil)
- M. siniloana Barrion & Litsinger, 1995 – Philippinen
- M. sociabilis Kulczyński, 1897 – Europa, Aserbaidschan
- Rindenschillerspinne (M. subopaca) Westring, 1861 – Europa, Russland (europäischer Teil bis Südsibirien, Kamtschatka)
- M. tarabaevi Mikhailov, 1988 – Kasachstan
- M. tersissima Simon, 1910 – Südafrika
- M. triangulosa Gertsch, 1935 – Vereinigte Staaten
- M. triguttata Simon, 1884 – Spanien, Frankreich, Algerien
- M. tripunctata Holm, 1978 – Vereinigte Staaten (Alaska), Kanada, Nordeuropa, Russland (europäischer bis fernöstlicher Teil)
- M. tuvensis Danilov, 1993 – Russland (Zentralasien, Südsibirien), Kasachstan, China
- M. utahna Gertsch, 1933 – Vereinigte Staaten
- M. vinnula Gertsch & Davis, 1936 – Vereinigte Staaten
- M. violens Oliger, 1983 – Russland (fernöstlicher Teil)
- M. xiningensis Hu, 2001 – China
- M. yeniseica Marusik & Koponen, 2002 – Russland (Mittelsibirien)
- M. yushuensis Hu, 2001 – China
- M. zonsteini (Mikhailov, 2016) – Aserbaidschan, Kirgisistan

#### Synonymisierte Arten
64 einstige Arten, die zuletzt zu den Schillerspinnen gezählt haben, wurden mit anderen Arten der Gattung synonymisiert und verloren somit ihren Artstatus. Diese einstigen Arten sind:
- M. alberta Gertsch, 1942 – Synonymisiert mit M. longipes unter Platnick & Shadab, 1988.
- M. albimana O. Pickard-Cambridge, 1872 – Synonymisiert mit M. coarctata unter Bosmans & Blick, 1988.
- M. albocincta Banks, 1901 – Synonymisiert mit M. rossica unter Platnick & Shadab, 1988.
- M. altana Gertsch, 1933 – Synonymisiert mit M. foxi unter Platnick & Shadab, 1988.
- M. apacheana Gertsch, 1942 – Synonymisiert mit M. emertoni unter Platnick & Shadab, 1988.
- M. berlandi Schenkel, 1963 – Synonymisiert mit M. rossica unter Danilov, 1997.
- M. blicki Kovblyuk & Nadolny, 2008 – Synonymisiert mit der Gewöhnlichen Schillerspinne (M. pulicaria) unter Muster & Michalik, 2020.
- M. canestrinii Roewer, 1951 – Synonymisiert mit M. sociabilis unter Brignoli, 1983.
- M. centrocnemis Kulczyński, 1885 – Synonymisiert mit M. rossica unter Mikhailov, 1988.
- M. cherifa Jocqué, 1977 – Synonymisiert mit M. albovittata unter Mikhailov, 1991.
- M. connexa O. Pickard-Cambridge, 1885 – Synonymisiert mit der Sandschillerspinne (M. lenzi) unter Marusik & Omelko, 2019.
- M. dahli Bösenberg, 1899 – Synonymisiert mit der Sandschillerspinne (M. lenzi) unter Wunderlich, 1980.
- M. decorata Tullgren, 1942 – Synonymisiert mit der Schneeschillerspinne (M. nivosa) unter Wunderlich, 1980.
- M. eltoni Jackson, 1922 – Synonymisiert mit M. constricta unter Platnick & Shadab, 1988.
- M. fagei Schenkel, 1963 – Synonymisiert mit M. rossica unter Danilov, 1997.
- M. fastuosa (Lucas, 1846) – Synonymisiert mit M. ignea unter Bosmans & Blick, 2000.
- M. femoralis Denis, 1966 – Synonymisiert mit M. pallipes unter Bosmans & Blick, 2000.
- M. formicula Roewer, 1951 – Synonymisiert mit M. palliditarsa unter Platnick & Shadab, 1988.
- M. gomerae grancanariensis Wunderlich, 1979 – Synonymisiert mit M. gomerae unter Wunderlich, 1987.
- M. harmsi Wunderlich, 1979 – Synonymisiert mit M. ignea unter Mikhailov & Fet, 1986.
- M. hierro Schmidt, 1977 – Synonymisiert mit M. gomerae unter Wunderlich, 1987.
- M. hissarica Charitonov, 1951 – Synonymisiert mit M. rossica unter Mikhailov, 1995.
- M. hospes Kulczyński, 1882 – Synonymisiert mit der Schlesischen Schillerspinne (M. silesiaca) unter Prószyński & Starega, 1971.
- M. humilis (Kulczyński, 1885) – Synonymisiert mit der Rindenschillerspinne (M. subopaca) unter Wunderlich, 1980.
- M. jacksonia Levi & Levi, 1951 – Synonymisiert mit M. coloradensis unter Platnick & Shadab, 1988.
- M. judaeorum Strand, 1915 – Synonymisiert mit M. ignea unter Wunderlich, 1987.
- M. koeni (Bosmans, 2000) – Synonymisiert mit M. sociabilis unter Mikhailov, 2016.
- M. lucasi Thorell, 1871 – Synonymisiert mit M. coarctata unter Bosmans & Blick, 2000.
- M. melanopa Gertsch & Davis, 1940 – Synonymisiert mit M. deserticola unter Platnick & Shadab, 1988.
- M. milleri Wunderlich, 1979 – Synonymisiert mit M. pallipes unter Mikhailov & Fet, 1986.
- M. modesta Kroneberg, 1875 – Synonymisiert mit M. rossica unter Mikhailov, 2016.
- M. montana Emerton, 1890 – Synonymisiert mit der Gewöhnlichen Schillerspinne (M. pulicaria) unter Hackman, 1954.
- M. mutilata Caporiacco, 1935 – Synonymisiert mit der Sandschillerspinne (M. lenzi) unter Danilov, 1997.
- M. norvegica Strand, 1904 – Synonymisiert mit der Erzschillerspinne (M. aenea) unter Wunderlich, 1980.
- M. nuptialis O. Pickard-Cambridge, 1872 – Synonymisiert mit M. albovittata unter Wunderlich, 1980.
- M. oceanica Denis, 1964 – Synonymisiert mit M. pallipes unter Wunderlich, 1987.
- M. pallida O. Pickard-Cambridge, 1885 – Synonymisiert mit der Sandschillerspinne (M. lenzi) unter Marusik & Omelko, 2019.
- M. perfecta Banks, 1896 – Synonymisiert mit der Gewöhnlichen Schillerspinne (M. pulicaria) unter Platnick & Shadab, 1988.
- M. petrunkevitchi Bryant, 1945 – Synonymisiert mit M. punctata unter Platnick & Shadab, 1988.
- M. praesignis L. Koch, 1867 – Synonymisiert mit M. coarctata unter Bosmans & Blick, 2000.
- M. pygmaea Kroneberg, 1875 – Synonymisiert mit M. ignea unter Levy, 2002.
- M. radiata L. Koch, 1866 – Synonymisiert mit der Schneeschillerspinne (M. nivosa) unter Wunderlich, 1980.
- M. rogenhoferi Herman, 1879 – Synonymisiert mit M. albovittata unter Machado, 1941.
- M. romana L. Koch, 1866 – Synonymisiert mit M. albovittata unter Bosmans & Blick, 2000.
- M. rowani Gertsch, 1942 – Synonymisiert mit M. coloradensis unter Platnick & Shadab, 1988.
- M. salina Gertsch, 1942 – Synonymisiert mit M. utahna unter Platnick & Shadab, 1988.
- M. scenica Simon, 1878 – Synonymisiert mit M. rossica unter Mikhailov & Fet, 1986.
- M. scintillans (O. Pickard-Cambridge, 1871) – Synonymisiert mit M. albovittata unter Wunderlich, 1980.
- M. septempunctata O. Pickard-Cambridge, 1872 – Synonymisiert mit M. pallipes unter Bosmans & Blick, 2000.
- M. shadini Charitonov, 1951 – Synonymisiert mit M. rossica unter Mikhailov, 1995.
- M. sibirica Danilov, 1993 – Synonymisiert mit M. pulcherrima Caporiacco, 1935.
- M. similis Bösenberg, 1902 – Synonymisiert mit der Streifbein-Schillerspinne (M. micans) unter Muster & Michalik, 2020.
- M. simplex Bösenberg, 1902 – Synonymisiert mit M. silesiaca unter Bosmans & Blick, 2000.
- M. smaragdula Simon, 1878 – Synonymisiert mit M. coarctata unter Wunderlich, 1980 & 2012.
- M. socialis L. Koch, 1877 – Synonymisiert mit M. silesiaca unter Wunderlich, 1980h: 275, contra Miller, 1971.
- M. swansoni Gertsch & Mulaik, 1936 – Synonymisiert mit M. punctata unter Platnick & Shadab, 1988.
- M. taiguica Tu & Zhu, 1986 – Synonymisiert mit M. rossica unter Danilov, 1997.
- M. tetonia Levi & Levi, 1951 – Synonymisiert mit der Erzschillerspinne (M. aenea) unter Platnick & Shadab, 1988.
- M. todilla Simon, 1878 – Synonymisiert mit M. ignea unter Wunderlich, 1987.
- M. trochilus Simon, 1890 – Synonymisiert mit M. ignea unter Wunderlich, 1987.
- M. troxochroides Strand, 1915 – Synonymisiert mit M. ignea unter Levy, 2002.
- M. turcica Drensky, 1929 – Synonymisiert mit M. albovittata unter Mikhailov, 1991.
- M. tyschchenkoi Brignoli, 1983 – Synonymisiert mit der Grazilen Schillerspinne (M. dives) unter Mikhailov, 1988.
- M. vandeli Denis, 1950 – Synonymisiert mit der Erzschillerspinne (M. aenea) unter Wunderlich, 1980.

#### Nicht mehr anerkannte Arten
Folgende 12 Arten zählten zuletzt zur Gattung der Schillerspinnen und wurden aufgelöst:
- M. agilis Banks, 1895 – Aufgelöst durch Platnick & Shadab, 1988.
- M. arizonica (Gertsch, 1942) – Aufgelöst durch Reiskind, 1969.
- M. aurata (Hentz, 1847) – Aufgelöst durch Platnick & Shadab, 1988.
- M. bonita Gertsch & Davis, 1940 – Aufgelöst durch Platnick & Shadab, 1988.
- M. chlorophana (C. L. Koch, in Heer, 1845) – Aufgelöst durch Wunderlich, 1980.
- M. corusca (C. L. Koch, 1837) – Aufgelöst durch Muster & Michalik, 2020.
- M. exilis (Canestrini, 1868) – Aufgelöst durch Wunderlich, 1980h: 294, Brignoli, 1983.
- M. fausta (Karsch 1881) – Aufgelöst durch Bosmans & Blick, 2000.
- M. limnicunae McCook, 1884 – Aufgelöst durch Platnick & Shadab, 1988.
- M. lugubris (Walckenaer, 1837) – Aufgelöst durch Muster & Michalik, 2020.
- M. quinquemaculata (Caporiacco, 1936) – Aufgelöst durch Haddad & Bosmans, 2013.
- M. quinquenotata Simon, 1895 – Aufgelöst durch Wunderlich, 1980.
- M. rossii Strand, 1909 – Aufgelöst durch Wunderlich, 1980.
- M. similis Kolosváry, 1936 – Aufgelöst durch Wunderlich, 1980.

### Synonymisierte Gattungen
Folgende vier Gattungen wurden mit der der Schillerspinnen synonymisiert:
- Arboricaria Bosmans, 2000 – Synonymisiert mit den Schillerspinnen unter Wunderlich, 2017.
- Castanilla Caporiacco, 1936 – Synonymisiert mit den Schillerspinnen unter Haddad & Bosmans, 2013.
- Epikurtomma Tucker, 1923 – Synonymisiert mit den Schillerspinnen unter Murphy, 2007.
- Micariolepis Simon, 1879 – Synonymisiert mit den Schillerspinnen unter Wunderlich, 1980.

### Innere Systematik
Die phylogenetische Stellung der einzelnen Arten der Schillerspinne ist bis heute nicht ganz erforscht. Dies dürfte der komplexen Systematik der Gattung als auch ihrer kontinentübergreifenden Verbreitung zu begründen sein.

#### Amerikanische Arten nach Platnik & Shadab (1988)
1988 erfolgte eine durch Norman I. Platnick und Mohammad Umar Shadab durchgeführte Revision der nunmehr 30 anerkannten auf dem amerikanischen Kontinent vorkommenden Arten der Schillerspinnen, die sich anhand von genitalmorphologischen Merkmalen zu sechs Gruppen zuordnen ließen. Die nähere Beziehung dieser Arten wird durch folgendes Kladogramm veranschaulicht:
|  | \| \| Gewöhnliche Schillerspinne (M. pulicaria) \| \| \| \| \| \| M. tripunctata \| \| \| \| |
|  |                                                                                              |
|  | M. elizabethae                                                                               |
|  |                                                                                              |
|  | Gewöhnliche Schillerspinne (M. pulicaria)                                                    |
|  |                                                                                              |
|  | M. tripunctata                                                                               |
|  |                                                                                              |

|  | Gewöhnliche Schillerspinne (M. pulicaria) |
|  |                                           |
|  | M. tripunctata                            |
|  |                                           |

|  | \| \| Gewöhnliche Schillerspinne (M. pulicaria) \| \| \| \| \| \| M. tripunctata \| \| \| \| |
|  |                                                                                              |
|  | M. elizabethae                                                                               |
|  |                                                                                              |
|  | Gewöhnliche Schillerspinne (M. pulicaria)                                                    |
|  |                                                                                              |
|  | M. tripunctata                                                                               |
|  |                                                                                              |

|  | Gewöhnliche Schillerspinne (M. pulicaria) |
|  |                                           |
|  | M. tripunctata                            |
|  |                                           |

|  | \| \| Gewöhnliche Schillerspinne (M. pulicaria) \| \| \| \| \| \| M. tripunctata \| \| \| \| |
|  |                                                                                              |
|  | M. elizabethae                                                                               |
|  |                                                                                              |
|  | Gewöhnliche Schillerspinne (M. pulicaria)                                                    |
|  |                                                                                              |
|  | M. tripunctata                                                                               |
|  |                                                                                              |

|  | Gewöhnliche Schillerspinne (M. pulicaria) |
|  |                                           |
|  | M. tripunctata                            |
|  |                                           |

|  | \| \| Gewöhnliche Schillerspinne (M. pulicaria) \| \| \| \| \| \| M. tripunctata \| \| \| \| |
|  |                                                                                              |
|  | M. elizabethae                                                                               |
|  |                                                                                              |
|  | Gewöhnliche Schillerspinne (M. pulicaria)                                                    |
|  |                                                                                              |
|  | M. tripunctata                                                                               |
|  |                                                                                              |

|  | Gewöhnliche Schillerspinne (M. pulicaria) |
|  |                                           |
|  | M. tripunctata                            |
|  |                                           |

|  | \| \| Gewöhnliche Schillerspinne (M. pulicaria) \| \| \| \| \| \| M. tripunctata \| \| \| \| |
|  |                                                                                              |
|  | M. elizabethae                                                                               |
|  |                                                                                              |
|  | Gewöhnliche Schillerspinne (M. pulicaria)                                                    |
|  |                                                                                              |
|  | M. tripunctata                                                                               |
|  |                                                                                              |

|  | Gewöhnliche Schillerspinne (M. pulicaria) |
|  |                                           |
|  | M. tripunctata                            |
|  |                                           |

|  | \| \| Gewöhnliche Schillerspinne (M. pulicaria) \| \| \| \| \| \| M. tripunctata \| \| \| \| |
|  |                                                                                              |
|  | M. elizabethae                                                                               |
|  |                                                                                              |
|  | Gewöhnliche Schillerspinne (M. pulicaria)                                                    |
|  |                                                                                              |
|  | M. tripunctata                                                                               |
|  |                                                                                              |

|  | Gewöhnliche Schillerspinne (M. pulicaria) |
|  |                                           |
|  | M. tripunctata                            |
|  |                                           |

|  | \| \| Gewöhnliche Schillerspinne (M. pulicaria) \| \| \| \| \| \| M. tripunctata \| \| \| \| |
|  |                                                                                              |
|  | M. elizabethae                                                                               |
|  |                                                                                              |
|  | Gewöhnliche Schillerspinne (M. pulicaria)                                                    |
|  |                                                                                              |
|  | M. tripunctata                                                                               |
|  |                                                                                              |

|  | Gewöhnliche Schillerspinne (M. pulicaria) |
|  |                                           |
|  | M. tripunctata                            |
|  |                                           |

|  | \| \| Gewöhnliche Schillerspinne (M. pulicaria) \| \| \| \| \| \| M. tripunctata \| \| \| \| |
|  |                                                                                              |
|  | M. elizabethae                                                                               |
|  |                                                                                              |
|  | Gewöhnliche Schillerspinne (M. pulicaria)                                                    |
|  |                                                                                              |
|  | M. tripunctata                                                                               |
|  |                                                                                              |

|  | Gewöhnliche Schillerspinne (M. pulicaria) |
|  |                                           |
|  | M. tripunctata                            |
|  |                                           |

|  | \| \| Gewöhnliche Schillerspinne (M. pulicaria) \| \| \| \| \| \| M. tripunctata \| \| \| \| |
|  |                                                                                              |
|  | M. elizabethae                                                                               |
|  |                                                                                              |
|  | Gewöhnliche Schillerspinne (M. pulicaria)                                                    |
|  |                                                                                              |
|  | M. tripunctata                                                                               |
|  |                                                                                              |

|  | Gewöhnliche Schillerspinne (M. pulicaria) |
|  |                                           |
|  | M. tripunctata                            |
|  |                                           |

|  | \| \| Gewöhnliche Schillerspinne (M. pulicaria) \| \| \| \| \| \| M. tripunctata \| \| \| \| |
|  |                                                                                              |
|  | M. elizabethae                                                                               |
|  |                                                                                              |
|  | Gewöhnliche Schillerspinne (M. pulicaria)                                                    |
|  |                                                                                              |
|  | M. tripunctata                                                                               |
|  |                                                                                              |

|  | Gewöhnliche Schillerspinne (M. pulicaria) |
|  |                                           |
|  | M. tripunctata                            |
|  |                                           |

|  | \| \| Gewöhnliche Schillerspinne (M. pulicaria) \| \| \| \| \| \| M. tripunctata \| \| \| \| |
|  |                                                                                              |
|  | M. elizabethae                                                                               |
|  |                                                                                              |
|  | Gewöhnliche Schillerspinne (M. pulicaria)                                                    |
|  |                                                                                              |
|  | M. tripunctata                                                                               |
|  |                                                                                              |

|  | Gewöhnliche Schillerspinne (M. pulicaria) |
|  |                                           |
|  | M. tripunctata                            |
|  |                                           |

|  | \| \| Gewöhnliche Schillerspinne (M. pulicaria) \| \| \| \| \| \| M. tripunctata \| \| \| \| |
|  |                                                                                              |
|  | M. elizabethae                                                                               |
|  |                                                                                              |
|  | Gewöhnliche Schillerspinne (M. pulicaria)                                                    |
|  |                                                                                              |
|  | M. tripunctata                                                                               |
|  |                                                                                              |

|  | Gewöhnliche Schillerspinne (M. pulicaria) |
|  |                                           |
|  | M. tripunctata                            |
|  |                                           |

|  | \| \| Gewöhnliche Schillerspinne (M. pulicaria) \| \| \| \| \| \| M. tripunctata \| \| \| \| |
|  |                                                                                              |
|  | M. elizabethae                                                                               |
|  |                                                                                              |
|  | Gewöhnliche Schillerspinne (M. pulicaria)                                                    |
|  |                                                                                              |
|  | M. tripunctata                                                                               |
|  |                                                                                              |

|  | Gewöhnliche Schillerspinne (M. pulicaria) |
|  |                                           |
|  | M. tripunctata                            |
|  |                                           |

|  | \| \| Gewöhnliche Schillerspinne (M. pulicaria) \| \| \| \| \| \| M. tripunctata \| \| \| \| |
|  |                                                                                              |
|  | M. elizabethae                                                                               |
|  |                                                                                              |
|  | Gewöhnliche Schillerspinne (M. pulicaria)                                                    |
|  |                                                                                              |
|  | M. tripunctata                                                                               |
|  |                                                                                              |

|  | Gewöhnliche Schillerspinne (M. pulicaria) |
|  |                                           |
|  | M. tripunctata                            |
|  |                                           |

|  | \| \| Gewöhnliche Schillerspinne (M. pulicaria) \| \| \| \| \| \| M. tripunctata \| \| \| \| |
|  |                                                                                              |
|  | M. elizabethae                                                                               |
|  |                                                                                              |
|  | Gewöhnliche Schillerspinne (M. pulicaria)                                                    |
|  |                                                                                              |
|  | M. tripunctata                                                                               |
|  |                                                                                              |

|  | Gewöhnliche Schillerspinne (M. pulicaria) |
|  |                                           |
|  | M. tripunctata                            |
|  |                                           |

|  | \| \| Gewöhnliche Schillerspinne (M. pulicaria) \| \| \| \| \| \| M. tripunctata \| \| \| \| |
|  |                                                                                              |
|  | M. elizabethae                                                                               |
|  |                                                                                              |
|  | Gewöhnliche Schillerspinne (M. pulicaria)                                                    |
|  |                                                                                              |
|  | M. tripunctata                                                                               |
|  |                                                                                              |

|  | Gewöhnliche Schillerspinne (M. pulicaria) |
|  |                                           |
|  | M. tripunctata                            |
|  |                                           |

|                                                 | Arktoalpine Schillerspinne (Micaria alpina) |
|                                                 |                                             |
|                                                 | M. laticeps                                 |
|                                                 |                                             |
|                                                 | M. punctata                                 |
|                                                 |                                             |
|                                                 | M. vinnula                                  |
| Vorlage:Klade/Wartung/3 Vorlage:Klade/Wartung/4 |                                             |

|  | M. browni |
|  |           |
|  | M. utahna |
|  |           |

|  | M. rossica |
|  |            |
|  | M. toxi    |
|  |            |

|                                                 | M. idana      |
|                                                 |               |
|                                                 | M. medica     |
|                                                 |               |
|                                                 | M. longispina |
|                                                 |               |
|                                                 | M. capistrano |
| Vorlage:Klade/Wartung/3 Vorlage:Klade/Wartung/4 |               |

|  | \| \| M. longipes \| \| \| \| \| \| M. delicatula \| \| \| \| |
|  |                                                               |
|  | M. gosiuta                                                    |
|  |                                                               |
|  | M. longipes                                                   |
|  |                                                               |
|  | M. delicatula                                                 |
|  |                                                               |

|  | M. longipes   |
|  |               |
|  | M. delicatula |
|  |               |

|  | \| \| M. longipes \| \| \| \| \| \| M. delicatula \| \| \| \| |
|  |                                                               |
|  | M. gosiuta                                                    |
|  |                                                               |
|  | M. longipes                                                   |
|  |                                                               |
|  | M. delicatula                                                 |
|  |                                                               |

|  | M. longipes   |
|  |               |
|  | M. delicatula |
|  |               |

|  | M. riggsi                                                    |
|  |                                                              |
|  | \| \| M. emertoni \| \| \| \| \| \| M. icenoglei \| \| \| \| |
|  |                                                              |
|  | M. emertoni                                                  |
|  |                                                              |
|  | M. icenoglei                                                 |
|  |                                                              |

|  | M. emertoni  |
|  |              |
|  | M. icenoglei |
|  |              |

|                         | M. palma       |
|                         |                |
|                         | M. deserticola |
|                         |                |
|                         | M. mexicana    |
| Vorlage:Klade/Wartung/3 |                |

|  | \| \| M. longipes \| \| \| \| \| \| M. delicatula \| \| \| \| |
|  |                                                               |
|  | M. gosiuta                                                    |
|  |                                                               |
|  | M. longipes                                                   |
|  |                                                               |
|  | M. delicatula                                                 |
|  |                                                               |

|  | M. longipes   |
|  |               |
|  | M. delicatula |
|  |               |

|  | \| \| M. longipes \| \| \| \| \| \| M. delicatula \| \| \| \| |
|  |                                                               |
|  | M. gosiuta                                                    |
|  |                                                               |
|  | M. longipes                                                   |
|  |                                                               |
|  | M. delicatula                                                 |
|  |                                                               |

|  | M. longipes   |
|  |               |
|  | M. delicatula |
|  |               |

|  | M. riggsi                                                    |
|  |                                                              |
|  | \| \| M. emertoni \| \| \| \| \| \| M. icenoglei \| \| \| \| |
|  |                                                              |
|  | M. emertoni                                                  |
|  |                                                              |
|  | M. icenoglei                                                 |
|  |                                                              |

|  | M. emertoni  |
|  |              |
|  | M. icenoglei |
|  |              |

|                         | M. palma       |
|                         |                |
|                         | M. deserticola |
|                         |                |
|                         | M. mexicana    |
| Vorlage:Klade/Wartung/3 |                |

|  | \| \| Gewöhnliche Schillerspinne (M. pulicaria) \| \| \| \| \| \| M. tripunctata \| \| \| \| |
|  |                                                                                              |
|  | M. elizabethae                                                                               |
|  |                                                                                              |
|  | Gewöhnliche Schillerspinne (M. pulicaria)                                                    |
|  |                                                                                              |
|  | M. tripunctata                                                                               |
|  |                                                                                              |

|  | Gewöhnliche Schillerspinne (M. pulicaria) |
|  |                                           |
|  | M. tripunctata                            |
|  |                                           |

|  | \| \| Gewöhnliche Schillerspinne (M. pulicaria) \| \| \| \| \| \| M. tripunctata \| \| \| \| |
|  |                                                                                              |
|  | M. elizabethae                                                                               |
|  |                                                                                              |
|  | Gewöhnliche Schillerspinne (M. pulicaria)                                                    |
|  |                                                                                              |
|  | M. tripunctata                                                                               |
|  |                                                                                              |

|  | Gewöhnliche Schillerspinne (M. pulicaria) |
|  |                                           |
|  | M. tripunctata                            |
|  |                                           |

|  | \| \| Gewöhnliche Schillerspinne (M. pulicaria) \| \| \| \| \| \| M. tripunctata \| \| \| \| |
|  |                                                                                              |
|  | M. elizabethae                                                                               |
|  |                                                                                              |
|  | Gewöhnliche Schillerspinne (M. pulicaria)                                                    |
|  |                                                                                              |
|  | M. tripunctata                                                                               |
|  |                                                                                              |

|  | Gewöhnliche Schillerspinne (M. pulicaria) |
|  |                                           |
|  | M. tripunctata                            |
|  |                                           |

|  | \| \| Gewöhnliche Schillerspinne (M. pulicaria) \| \| \| \| \| \| M. tripunctata \| \| \| \| |
|  |                                                                                              |
|  | M. elizabethae                                                                               |
|  |                                                                                              |
|  | Gewöhnliche Schillerspinne (M. pulicaria)                                                    |
|  |                                                                                              |
|  | M. tripunctata                                                                               |
|  |                                                                                              |

|  | Gewöhnliche Schillerspinne (M. pulicaria) |
|  |                                           |
|  | M. tripunctata                            |
|  |                                           |

|  | \| \| Gewöhnliche Schillerspinne (M. pulicaria) \| \| \| \| \| \| M. tripunctata \| \| \| \| |
|  |                                                                                              |
|  | M. elizabethae                                                                               |
|  |                                                                                              |
|  | Gewöhnliche Schillerspinne (M. pulicaria)                                                    |
|  |                                                                                              |
|  | M. tripunctata                                                                               |
|  |                                                                                              |

|  | Gewöhnliche Schillerspinne (M. pulicaria) |
|  |                                           |
|  | M. tripunctata                            |
|  |                                           |

|  | \| \| Gewöhnliche Schillerspinne (M. pulicaria) \| \| \| \| \| \| M. tripunctata \| \| \| \| |
|  |                                                                                              |
|  | M. elizabethae                                                                               |
|  |                                                                                              |
|  | Gewöhnliche Schillerspinne (M. pulicaria)                                                    |
|  |                                                                                              |
|  | M. tripunctata                                                                               |
|  |                                                                                              |

|  | Gewöhnliche Schillerspinne (M. pulicaria) |
|  |                                           |
|  | M. tripunctata                            |
|  |                                           |

|  | \| \| Gewöhnliche Schillerspinne (M. pulicaria) \| \| \| \| \| \| M. tripunctata \| \| \| \| |
|  |                                                                                              |
|  | M. elizabethae                                                                               |
|  |                                                                                              |
|  | Gewöhnliche Schillerspinne (M. pulicaria)                                                    |
|  |                                                                                              |
|  | M. tripunctata                                                                               |
|  |                                                                                              |

|  | Gewöhnliche Schillerspinne (M. pulicaria) |
|  |                                           |
|  | M. tripunctata                            |
|  |                                           |

|  | \| \| Gewöhnliche Schillerspinne (M. pulicaria) \| \| \| \| \| \| M. tripunctata \| \| \| \| |
|  |                                                                                              |
|  | M. elizabethae                                                                               |
|  |                                                                                              |
|  | Gewöhnliche Schillerspinne (M. pulicaria)                                                    |
|  |                                                                                              |
|  | M. tripunctata                                                                               |
|  |                                                                                              |

|  | Gewöhnliche Schillerspinne (M. pulicaria) |
|  |                                           |
|  | M. tripunctata                            |
|  |                                           |

|  | \| \| Gewöhnliche Schillerspinne (M. pulicaria) \| \| \| \| \| \| M. tripunctata \| \| \| \| |
|  |                                                                                              |
|  | M. elizabethae                                                                               |
|  |                                                                                              |
|  | Gewöhnliche Schillerspinne (M. pulicaria)                                                    |
|  |                                                                                              |
|  | M. tripunctata                                                                               |
|  |                                                                                              |

|  | Gewöhnliche Schillerspinne (M. pulicaria) |
|  |                                           |
|  | M. tripunctata                            |
|  |                                           |

|  | \| \| Gewöhnliche Schillerspinne (M. pulicaria) \| \| \| \| \| \| M. tripunctata \| \| \| \| |
|  |                                                                                              |
|  | M. elizabethae                                                                               |
|  |                                                                                              |
|  | Gewöhnliche Schillerspinne (M. pulicaria)                                                    |
|  |                                                                                              |
|  | M. tripunctata                                                                               |
|  |                                                                                              |

|  | Gewöhnliche Schillerspinne (M. pulicaria) |
|  |                                           |
|  | M. tripunctata                            |
|  |                                           |

|  | \| \| Gewöhnliche Schillerspinne (M. pulicaria) \| \| \| \| \| \| M. tripunctata \| \| \| \| |
|  |                                                                                              |
|  | M. elizabethae                                                                               |
|  |                                                                                              |
|  | Gewöhnliche Schillerspinne (M. pulicaria)                                                    |
|  |                                                                                              |
|  | M. tripunctata                                                                               |
|  |                                                                                              |

|  | Gewöhnliche Schillerspinne (M. pulicaria) |
|  |                                           |
|  | M. tripunctata                            |
|  |                                           |

|  | \| \| Gewöhnliche Schillerspinne (M. pulicaria) \| \| \| \| \| \| M. tripunctata \| \| \| \| |
|  |                                                                                              |
|  | M. elizabethae                                                                               |
|  |                                                                                              |
|  | Gewöhnliche Schillerspinne (M. pulicaria)                                                    |
|  |                                                                                              |
|  | M. tripunctata                                                                               |
|  |                                                                                              |

|  | Gewöhnliche Schillerspinne (M. pulicaria) |
|  |                                           |
|  | M. tripunctata                            |
|  |                                           |

|  | \| \| Gewöhnliche Schillerspinne (M. pulicaria) \| \| \| \| \| \| M. tripunctata \| \| \| \| |
|  |                                                                                              |
|  | M. elizabethae                                                                               |
|  |                                                                                              |
|  | Gewöhnliche Schillerspinne (M. pulicaria)                                                    |
|  |                                                                                              |
|  | M. tripunctata                                                                               |
|  |                                                                                              |

|  | Gewöhnliche Schillerspinne (M. pulicaria) |
|  |                                           |
|  | M. tripunctata                            |
|  |                                           |

|  | \| \| Gewöhnliche Schillerspinne (M. pulicaria) \| \| \| \| \| \| M. tripunctata \| \| \| \| |
|  |                                                                                              |
|  | M. elizabethae                                                                               |
|  |                                                                                              |
|  | Gewöhnliche Schillerspinne (M. pulicaria)                                                    |
|  |                                                                                              |
|  | M. tripunctata                                                                               |
|  |                                                                                              |

|  | Gewöhnliche Schillerspinne (M. pulicaria) |
|  |                                           |
|  | M. tripunctata                            |
|  |                                           |

|  | \| \| Gewöhnliche Schillerspinne (M. pulicaria) \| \| \| \| \| \| M. tripunctata \| \| \| \| |
|  |                                                                                              |
|  | M. elizabethae                                                                               |
|  |                                                                                              |
|  | Gewöhnliche Schillerspinne (M. pulicaria)                                                    |
|  |                                                                                              |
|  | M. tripunctata                                                                               |
|  |                                                                                              |

|  | Gewöhnliche Schillerspinne (M. pulicaria) |
|  |                                           |
|  | M. tripunctata                            |
|  |                                           |

|  | \| \| Gewöhnliche Schillerspinne (M. pulicaria) \| \| \| \| \| \| M. tripunctata \| \| \| \| |
|  |                                                                                              |
|  | M. elizabethae                                                                               |
|  |                                                                                              |
|  | Gewöhnliche Schillerspinne (M. pulicaria)                                                    |
|  |                                                                                              |
|  | M. tripunctata                                                                               |
|  |                                                                                              |

|  | Gewöhnliche Schillerspinne (M. pulicaria) |
|  |                                           |
|  | M. tripunctata                            |
|  |                                           |

|                                                 | Arktoalpine Schillerspinne (Micaria alpina) |
|                                                 |                                             |
|                                                 | M. laticeps                                 |
|                                                 |                                             |
|                                                 | M. punctata                                 |
|                                                 |                                             |
|                                                 | M. vinnula                                  |
| Vorlage:Klade/Wartung/3 Vorlage:Klade/Wartung/4 |                                             |

|  | M. browni |
|  |           |
|  | M. utahna |
|  |           |

|  | M. rossica |
|  |            |
|  | M. toxi    |
|  |            |

|                                                 | M. idana      |
|                                                 |               |
|                                                 | M. medica     |
|                                                 |               |
|                                                 | M. longispina |
|                                                 |               |
|                                                 | M. capistrano |
| Vorlage:Klade/Wartung/3 Vorlage:Klade/Wartung/4 |               |

|  | \| \| M. longipes \| \| \| \| \| \| M. delicatula \| \| \| \| |
|  |                                                               |
|  | M. gosiuta                                                    |
|  |                                                               |
|  | M. longipes                                                   |
|  |                                                               |
|  | M. delicatula                                                 |
|  |                                                               |

|  | M. longipes   |
|  |               |
|  | M. delicatula |
|  |               |

|  | \| \| M. longipes \| \| \| \| \| \| M. delicatula \| \| \| \| |
|  |                                                               |
|  | M. gosiuta                                                    |
|  |                                                               |
|  | M. longipes                                                   |
|  |                                                               |
|  | M. delicatula                                                 |
|  |                                                               |

|  | M. longipes   |
|  |               |
|  | M. delicatula |
|  |               |

|  | M. riggsi                                                    |
|  |                                                              |
|  | \| \| M. emertoni \| \| \| \| \| \| M. icenoglei \| \| \| \| |
|  |                                                              |
|  | M. emertoni                                                  |
|  |                                                              |
|  | M. icenoglei                                                 |
|  |                                                              |

|  | M. emertoni  |
|  |              |
|  | M. icenoglei |
|  |              |

|                         | M. palma       |
|                         |                |
|                         | M. deserticola |
|                         |                |
|                         | M. mexicana    |
| Vorlage:Klade/Wartung/3 |                |

|  | \| \| M. longipes \| \| \| \| \| \| M. delicatula \| \| \| \| |
|  |                                                               |
|  | M. gosiuta                                                    |
|  |                                                               |
|  | M. longipes                                                   |
|  |                                                               |
|  | M. delicatula                                                 |
|  |                                                               |

|  | M. longipes   |
|  |               |
|  | M. delicatula |
|  |               |

|  | \| \| M. longipes \| \| \| \| \| \| M. delicatula \| \| \| \| |
|  |                                                               |
|  | M. gosiuta                                                    |
|  |                                                               |
|  | M. longipes                                                   |
|  |                                                               |
|  | M. delicatula                                                 |
|  |                                                               |

|  | M. longipes   |
|  |               |
|  | M. delicatula |
|  |               |

|  | M. riggsi                                                    |
|  |                                                              |
|  | \| \| M. emertoni \| \| \| \| \| \| M. icenoglei \| \| \| \| |
|  |                                                              |
|  | M. emertoni                                                  |
|  |                                                              |
|  | M. icenoglei                                                 |
|  |                                                              |

|  | M. emertoni  |
|  |              |
|  | M. icenoglei |
|  |              |

|                         | M. palma       |
|                         |                |
|                         | M. deserticola |
|                         |                |
|                         | M. mexicana    |
| Vorlage:Klade/Wartung/3 |                |

#### Europäische Arten nach Breitling (2017)
2017 konnte anhand von Rainer Breitling durchgeführten DNA-Analysen von 144 Exemplaren aus 12 in Europa vertretenen Arten der Schillerspinnen diese zu drei Artengruppen zusammengefasst werden. Diese werden in folgendem Kladogramm verdeutlicht:
|  | \| \| Gewöhnliche Schillerspinne (M. pulicaria) \| \| \| \| \| \| M. tripunctata \| \| \| \| |
|  |                                                                                              |
|  | M. elizabethae                                                                               |
|  |                                                                                              |
|  | Gewöhnliche Schillerspinne (M. pulicaria)                                                    |
|  |                                                                                              |
|  | M. tripunctata                                                                               |
|  |                                                                                              |

|  | Gewöhnliche Schillerspinne (M. pulicaria) |
|  |                                           |
|  | M. tripunctata                            |
|  |                                           |

|  | M. constricta |
|  |               |
|  | M. gertschi   |
|  |               |

|  | \| \| Gewöhnliche Schillerspinne (M. pulicaria) \| \| \| \| \| \| M. tripunctata \| \| \| \| |
|  |                                                                                              |
|  | M. elizabethae                                                                               |
|  |                                                                                              |
|  | Gewöhnliche Schillerspinne (M. pulicaria)                                                    |
|  |                                                                                              |
|  | M. tripunctata                                                                               |
|  |                                                                                              |

|  | Gewöhnliche Schillerspinne (M. pulicaria) |
|  |                                           |
|  | M. tripunctata                            |
|  |                                           |

|  | M. constricta |
|  |               |
|  | M. gertschi   |
|  |               |

|  | \| \| Gewöhnliche Schillerspinne (M. pulicaria) \| \| \| \| \| \| M. tripunctata \| \| \| \| |
|  |                                                                                              |
|  | M. elizabethae                                                                               |
|  |                                                                                              |
|  | Gewöhnliche Schillerspinne (M. pulicaria)                                                    |
|  |                                                                                              |
|  | M. tripunctata                                                                               |
|  |                                                                                              |

|  | Gewöhnliche Schillerspinne (M. pulicaria) |
|  |                                           |
|  | M. tripunctata                            |
|  |                                           |

|  | M. constricta |
|  |               |
|  | M. gertschi   |
|  |               |

|  | \| \| Gewöhnliche Schillerspinne (M. pulicaria) \| \| \| \| \| \| M. tripunctata \| \| \| \| |
|  |                                                                                              |
|  | M. elizabethae                                                                               |
|  |                                                                                              |
|  | Gewöhnliche Schillerspinne (M. pulicaria)                                                    |
|  |                                                                                              |
|  | M. tripunctata                                                                               |
|  |                                                                                              |

|  | Gewöhnliche Schillerspinne (M. pulicaria) |
|  |                                           |
|  | M. tripunctata                            |
|  |                                           |

|  | M. constricta |
|  |               |
|  | M. gertschi   |
|  |               |

|  | \| \| M. longipes \| \| \| \| \| \| Arktoalpine Schillerspinne (M. alpina) \| \| \| \| |
|  |                                                                                        |
|  | Rindenschillerspinne (M. subopaca)                                                     |
|  |                                                                                        |
|  | M. longipes                                                                            |
|  |                                                                                        |
|  | Arktoalpine Schillerspinne (M. alpina)                                                 |
|  |                                                                                        |

|  | M. longipes                            |
|  |                                        |
|  | Arktoalpine Schillerspinne (M. alpina) |
|  |                                        |

|  | \| \| M. longipes \| \| \| \| \| \| Arktoalpine Schillerspinne (M. alpina) \| \| \| \| |
|  |                                                                                        |
|  | Rindenschillerspinne (M. subopaca)                                                     |
|  |                                                                                        |
|  | M. longipes                                                                            |
|  |                                                                                        |
|  | Arktoalpine Schillerspinne (M. alpina)                                                 |
|  |                                                                                        |

|  | M. longipes                            |
|  |                                        |
|  | Arktoalpine Schillerspinne (M. alpina) |
|  |                                        |

|  | \| \| Gewöhnliche Schillerspinne (M. pulicaria) \| \| \| \| \| \| M. tripunctata \| \| \| \| |
|  |                                                                                              |
|  | M. elizabethae                                                                               |
|  |                                                                                              |
|  | Gewöhnliche Schillerspinne (M. pulicaria)                                                    |
|  |                                                                                              |
|  | M. tripunctata                                                                               |
|  |                                                                                              |

|  | Gewöhnliche Schillerspinne (M. pulicaria) |
|  |                                           |
|  | M. tripunctata                            |
|  |                                           |

|  | M. constricta |
|  |               |
|  | M. gertschi   |
|  |               |

|  | \| \| Gewöhnliche Schillerspinne (M. pulicaria) \| \| \| \| \| \| M. tripunctata \| \| \| \| |
|  |                                                                                              |
|  | M. elizabethae                                                                               |
|  |                                                                                              |
|  | Gewöhnliche Schillerspinne (M. pulicaria)                                                    |
|  |                                                                                              |
|  | M. tripunctata                                                                               |
|  |                                                                                              |

|  | Gewöhnliche Schillerspinne (M. pulicaria) |
|  |                                           |
|  | M. tripunctata                            |
|  |                                           |

|  | M. constricta |
|  |               |
|  | M. gertschi   |
|  |               |

|  | \| \| Gewöhnliche Schillerspinne (M. pulicaria) \| \| \| \| \| \| M. tripunctata \| \| \| \| |
|  |                                                                                              |
|  | M. elizabethae                                                                               |
|  |                                                                                              |
|  | Gewöhnliche Schillerspinne (M. pulicaria)                                                    |
|  |                                                                                              |
|  | M. tripunctata                                                                               |
|  |                                                                                              |

|  | Gewöhnliche Schillerspinne (M. pulicaria) |
|  |                                           |
|  | M. tripunctata                            |
|  |                                           |

|  | M. constricta |
|  |               |
|  | M. gertschi   |
|  |               |

|  | \| \| Gewöhnliche Schillerspinne (M. pulicaria) \| \| \| \| \| \| M. tripunctata \| \| \| \| |
|  |                                                                                              |
|  | M. elizabethae                                                                               |
|  |                                                                                              |
|  | Gewöhnliche Schillerspinne (M. pulicaria)                                                    |
|  |                                                                                              |
|  | M. tripunctata                                                                               |
|  |                                                                                              |

|  | Gewöhnliche Schillerspinne (M. pulicaria) |
|  |                                           |
|  | M. tripunctata                            |
|  |                                           |

|  | M. constricta |
|  |               |
|  | M. gertschi   |
|  |               |

|  | \| \| M. longipes \| \| \| \| \| \| Arktoalpine Schillerspinne (M. alpina) \| \| \| \| |
|  |                                                                                        |
|  | Rindenschillerspinne (M. subopaca)                                                     |
|  |                                                                                        |
|  | M. longipes                                                                            |
|  |                                                                                        |
|  | Arktoalpine Schillerspinne (M. alpina)                                                 |
|  |                                                                                        |

|  | M. longipes                            |
|  |                                        |
|  | Arktoalpine Schillerspinne (M. alpina) |
|  |                                        |

|  | \| \| M. longipes \| \| \| \| \| \| Arktoalpine Schillerspinne (M. alpina) \| \| \| \| |
|  |                                                                                        |
|  | Rindenschillerspinne (M. subopaca)                                                     |
|  |                                                                                        |
|  | M. longipes                                                                            |
|  |                                                                                        |
|  | Arktoalpine Schillerspinne (M. alpina)                                                 |
|  |                                                                                        |

|  | M. longipes                            |
|  |                                        |
|  | Arktoalpine Schillerspinne (M. alpina) |
|  |                                        |

|  | \| \| M. foxi \| \| \| \| \| \| M. rossica \| \| \| \| |
|  |                                                        |
|  | Grazile Schillerspinne (M. dives)                      |
|  |                                                        |
|  | M. foxi                                                |
|  |                                                        |
|  | M. rossica                                             |
|  |                                                        |

|  | M. foxi    |
|  |            |
|  | M. rossica |
|  |            |

|  | \| \| Gewöhnliche Schillerspinne (M. pulicaria) \| \| \| \| \| \| M. tripunctata \| \| \| \| |
|  |                                                                                              |
|  | M. elizabethae                                                                               |
|  |                                                                                              |
|  | Gewöhnliche Schillerspinne (M. pulicaria)                                                    |
|  |                                                                                              |
|  | M. tripunctata                                                                               |
|  |                                                                                              |

|  | Gewöhnliche Schillerspinne (M. pulicaria) |
|  |                                           |
|  | M. tripunctata                            |
|  |                                           |

|  | M. constricta |
|  |               |
|  | M. gertschi   |
|  |               |

|  | \| \| Gewöhnliche Schillerspinne (M. pulicaria) \| \| \| \| \| \| M. tripunctata \| \| \| \| |
|  |                                                                                              |
|  | M. elizabethae                                                                               |
|  |                                                                                              |
|  | Gewöhnliche Schillerspinne (M. pulicaria)                                                    |
|  |                                                                                              |
|  | M. tripunctata                                                                               |
|  |                                                                                              |

|  | Gewöhnliche Schillerspinne (M. pulicaria) |
|  |                                           |
|  | M. tripunctata                            |
|  |                                           |

|  | M. constricta |
|  |               |
|  | M. gertschi   |
|  |               |

|  | \| \| Gewöhnliche Schillerspinne (M. pulicaria) \| \| \| \| \| \| M. tripunctata \| \| \| \| |
|  |                                                                                              |
|  | M. elizabethae                                                                               |
|  |                                                                                              |
|  | Gewöhnliche Schillerspinne (M. pulicaria)                                                    |
|  |                                                                                              |
|  | M. tripunctata                                                                               |
|  |                                                                                              |

|  | Gewöhnliche Schillerspinne (M. pulicaria) |
|  |                                           |
|  | M. tripunctata                            |
|  |                                           |

|  | M. constricta |
|  |               |
|  | M. gertschi   |
|  |               |

|  | \| \| Gewöhnliche Schillerspinne (M. pulicaria) \| \| \| \| \| \| M. tripunctata \| \| \| \| |
|  |                                                                                              |
|  | M. elizabethae                                                                               |
|  |                                                                                              |
|  | Gewöhnliche Schillerspinne (M. pulicaria)                                                    |
|  |                                                                                              |
|  | M. tripunctata                                                                               |
|  |                                                                                              |

|  | Gewöhnliche Schillerspinne (M. pulicaria) |
|  |                                           |
|  | M. tripunctata                            |
|  |                                           |

|  | M. constricta |
|  |               |
|  | M. gertschi   |
|  |               |

|  | \| \| M. longipes \| \| \| \| \| \| Arktoalpine Schillerspinne (M. alpina) \| \| \| \| |
|  |                                                                                        |
|  | Rindenschillerspinne (M. subopaca)                                                     |
|  |                                                                                        |
|  | M. longipes                                                                            |
|  |                                                                                        |
|  | Arktoalpine Schillerspinne (M. alpina)                                                 |
|  |                                                                                        |

|  | M. longipes                            |
|  |                                        |
|  | Arktoalpine Schillerspinne (M. alpina) |
|  |                                        |

|  | \| \| M. longipes \| \| \| \| \| \| Arktoalpine Schillerspinne (M. alpina) \| \| \| \| |
|  |                                                                                        |
|  | Rindenschillerspinne (M. subopaca)                                                     |
|  |                                                                                        |
|  | M. longipes                                                                            |
|  |                                                                                        |
|  | Arktoalpine Schillerspinne (M. alpina)                                                 |
|  |                                                                                        |

|  | M. longipes                            |
|  |                                        |
|  | Arktoalpine Schillerspinne (M. alpina) |
|  |                                        |

|  | \| \| Gewöhnliche Schillerspinne (M. pulicaria) \| \| \| \| \| \| M. tripunctata \| \| \| \| |
|  |                                                                                              |
|  | M. elizabethae                                                                               |
|  |                                                                                              |
|  | Gewöhnliche Schillerspinne (M. pulicaria)                                                    |
|  |                                                                                              |
|  | M. tripunctata                                                                               |
|  |                                                                                              |

|  | Gewöhnliche Schillerspinne (M. pulicaria) |
|  |                                           |
|  | M. tripunctata                            |
|  |                                           |

|  | M. constricta |
|  |               |
|  | M. gertschi   |
|  |               |

|  | \| \| Gewöhnliche Schillerspinne (M. pulicaria) \| \| \| \| \| \| M. tripunctata \| \| \| \| |
|  |                                                                                              |
|  | M. elizabethae                                                                               |
|  |                                                                                              |
|  | Gewöhnliche Schillerspinne (M. pulicaria)                                                    |
|  |                                                                                              |
|  | M. tripunctata                                                                               |
|  |                                                                                              |

|  | Gewöhnliche Schillerspinne (M. pulicaria) |
|  |                                           |
|  | M. tripunctata                            |
|  |                                           |

|  | M. constricta |
|  |               |
|  | M. gertschi   |
|  |               |

|  | \| \| Gewöhnliche Schillerspinne (M. pulicaria) \| \| \| \| \| \| M. tripunctata \| \| \| \| |
|  |                                                                                              |
|  | M. elizabethae                                                                               |
|  |                                                                                              |
|  | Gewöhnliche Schillerspinne (M. pulicaria)                                                    |
|  |                                                                                              |
|  | M. tripunctata                                                                               |
|  |                                                                                              |

|  | Gewöhnliche Schillerspinne (M. pulicaria) |
|  |                                           |
|  | M. tripunctata                            |
|  |                                           |

|  | M. constricta |
|  |               |
|  | M. gertschi   |
|  |               |

|  | \| \| Gewöhnliche Schillerspinne (M. pulicaria) \| \| \| \| \| \| M. tripunctata \| \| \| \| |
|  |                                                                                              |
|  | M. elizabethae                                                                               |
|  |                                                                                              |
|  | Gewöhnliche Schillerspinne (M. pulicaria)                                                    |
|  |                                                                                              |
|  | M. tripunctata                                                                               |
|  |                                                                                              |

|  | Gewöhnliche Schillerspinne (M. pulicaria) |
|  |                                           |
|  | M. tripunctata                            |
|  |                                           |

|  | M. constricta |
|  |               |
|  | M. gertschi   |
|  |               |

|  | \| \| M. longipes \| \| \| \| \| \| Arktoalpine Schillerspinne (M. alpina) \| \| \| \| |
|  |                                                                                        |
|  | Rindenschillerspinne (M. subopaca)                                                     |
|  |                                                                                        |
|  | M. longipes                                                                            |
|  |                                                                                        |
|  | Arktoalpine Schillerspinne (M. alpina)                                                 |
|  |                                                                                        |

|  | M. longipes                            |
|  |                                        |
|  | Arktoalpine Schillerspinne (M. alpina) |
|  |                                        |

|  | \| \| M. longipes \| \| \| \| \| \| Arktoalpine Schillerspinne (M. alpina) \| \| \| \| |
|  |                                                                                        |
|  | Rindenschillerspinne (M. subopaca)                                                     |
|  |                                                                                        |
|  | M. longipes                                                                            |
|  |                                                                                        |
|  | Arktoalpine Schillerspinne (M. alpina)                                                 |
|  |                                                                                        |

|  | M. longipes                            |
|  |                                        |
|  | Arktoalpine Schillerspinne (M. alpina) |
|  |                                        |

|  | \| \| M. foxi \| \| \| \| \| \| M. rossica \| \| \| \| |
|  |                                                        |
|  | Grazile Schillerspinne (M. dives)                      |
|  |                                                        |
|  | M. foxi                                                |
|  |                                                        |
|  | M. rossica                                             |
|  |                                                        |

|  | M. foxi    |
|  |            |
|  | M. rossica |
|  |            |

|  | \| \| Gewöhnliche Schillerspinne (M. pulicaria) \| \| \| \| \| \| M. tripunctata \| \| \| \| |
|  |                                                                                              |
|  | M. elizabethae                                                                               |
|  |                                                                                              |
|  | Gewöhnliche Schillerspinne (M. pulicaria)                                                    |
|  |                                                                                              |
|  | M. tripunctata                                                                               |
|  |                                                                                              |

|  | Gewöhnliche Schillerspinne (M. pulicaria) |
|  |                                           |
|  | M. tripunctata                            |
|  |                                           |

|  | M. constricta |
|  |               |
|  | M. gertschi   |
|  |               |

|  | \| \| Gewöhnliche Schillerspinne (M. pulicaria) \| \| \| \| \| \| M. tripunctata \| \| \| \| |
|  |                                                                                              |
|  | M. elizabethae                                                                               |
|  |                                                                                              |
|  | Gewöhnliche Schillerspinne (M. pulicaria)                                                    |
|  |                                                                                              |
|  | M. tripunctata                                                                               |
|  |                                                                                              |

|  | Gewöhnliche Schillerspinne (M. pulicaria) |
|  |                                           |
|  | M. tripunctata                            |
|  |                                           |

|  | M. constricta |
|  |               |
|  | M. gertschi   |
|  |               |

|  | \| \| Gewöhnliche Schillerspinne (M. pulicaria) \| \| \| \| \| \| M. tripunctata \| \| \| \| |
|  |                                                                                              |
|  | M. elizabethae                                                                               |
|  |                                                                                              |
|  | Gewöhnliche Schillerspinne (M. pulicaria)                                                    |
|  |                                                                                              |
|  | M. tripunctata                                                                               |
|  |                                                                                              |

|  | Gewöhnliche Schillerspinne (M. pulicaria) |
|  |                                           |
|  | M. tripunctata                            |
|  |                                           |

|  | M. constricta |
|  |               |
|  | M. gertschi   |
|  |               |

|  | \| \| Gewöhnliche Schillerspinne (M. pulicaria) \| \| \| \| \| \| M. tripunctata \| \| \| \| |
|  |                                                                                              |
|  | M. elizabethae                                                                               |
|  |                                                                                              |
|  | Gewöhnliche Schillerspinne (M. pulicaria)                                                    |
|  |                                                                                              |
|  | M. tripunctata                                                                               |
|  |                                                                                              |

|  | Gewöhnliche Schillerspinne (M. pulicaria) |
|  |                                           |
|  | M. tripunctata                            |
|  |                                           |

|  | M. constricta |
|  |               |
|  | M. gertschi   |
|  |               |

|  | \| \| M. longipes \| \| \| \| \| \| Arktoalpine Schillerspinne (M. alpina) \| \| \| \| |
|  |                                                                                        |
|  | Rindenschillerspinne (M. subopaca)                                                     |
|  |                                                                                        |
|  | M. longipes                                                                            |
|  |                                                                                        |
|  | Arktoalpine Schillerspinne (M. alpina)                                                 |
|  |                                                                                        |

|  | M. longipes                            |
|  |                                        |
|  | Arktoalpine Schillerspinne (M. alpina) |
|  |                                        |

|  | \| \| M. longipes \| \| \| \| \| \| Arktoalpine Schillerspinne (M. alpina) \| \| \| \| |
|  |                                                                                        |
|  | Rindenschillerspinne (M. subopaca)                                                     |
|  |                                                                                        |
|  | M. longipes                                                                            |
|  |                                                                                        |
|  | Arktoalpine Schillerspinne (M. alpina)                                                 |
|  |                                                                                        |

|  | M. longipes                            |
|  |                                        |
|  | Arktoalpine Schillerspinne (M. alpina) |
|  |                                        |

|  | \| \| Gewöhnliche Schillerspinne (M. pulicaria) \| \| \| \| \| \| M. tripunctata \| \| \| \| |
|  |                                                                                              |
|  | M. elizabethae                                                                               |
|  |                                                                                              |
|  | Gewöhnliche Schillerspinne (M. pulicaria)                                                    |
|  |                                                                                              |
|  | M. tripunctata                                                                               |
|  |                                                                                              |

|  | Gewöhnliche Schillerspinne (M. pulicaria) |
|  |                                           |
|  | M. tripunctata                            |
|  |                                           |

|  | M. constricta |
|  |               |
|  | M. gertschi   |
|  |               |

|  | \| \| Gewöhnliche Schillerspinne (M. pulicaria) \| \| \| \| \| \| M. tripunctata \| \| \| \| |
|  |                                                                                              |
|  | M. elizabethae                                                                               |
|  |                                                                                              |
|  | Gewöhnliche Schillerspinne (M. pulicaria)                                                    |
|  |                                                                                              |
|  | M. tripunctata                                                                               |
|  |                                                                                              |

|  | Gewöhnliche Schillerspinne (M. pulicaria) |
|  |                                           |
|  | M. tripunctata                            |
|  |                                           |

|  | M. constricta |
|  |               |
|  | M. gertschi   |
|  |               |

|  | \| \| Gewöhnliche Schillerspinne (M. pulicaria) \| \| \| \| \| \| M. tripunctata \| \| \| \| |
|  |                                                                                              |
|  | M. elizabethae                                                                               |
|  |                                                                                              |
|  | Gewöhnliche Schillerspinne (M. pulicaria)                                                    |
|  |                                                                                              |
|  | M. tripunctata                                                                               |
|  |                                                                                              |

|  | Gewöhnliche Schillerspinne (M. pulicaria) |
|  |                                           |
|  | M. tripunctata                            |
|  |                                           |

|  | M. constricta |
|  |               |
|  | M. gertschi   |
|  |               |

|  | \| \| Gewöhnliche Schillerspinne (M. pulicaria) \| \| \| \| \| \| M. tripunctata \| \| \| \| |
|  |                                                                                              |
|  | M. elizabethae                                                                               |
|  |                                                                                              |
|  | Gewöhnliche Schillerspinne (M. pulicaria)                                                    |
|  |                                                                                              |
|  | M. tripunctata                                                                               |
|  |                                                                                              |

|  | Gewöhnliche Schillerspinne (M. pulicaria) |
|  |                                           |
|  | M. tripunctata                            |
|  |                                           |

|  | M. constricta |
|  |               |
|  | M. gertschi   |
|  |               |

|  | \| \| M. longipes \| \| \| \| \| \| Arktoalpine Schillerspinne (M. alpina) \| \| \| \| |
|  |                                                                                        |
|  | Rindenschillerspinne (M. subopaca)                                                     |
|  |                                                                                        |
|  | M. longipes                                                                            |
|  |                                                                                        |
|  | Arktoalpine Schillerspinne (M. alpina)                                                 |
|  |                                                                                        |

|  | M. longipes                            |
|  |                                        |
|  | Arktoalpine Schillerspinne (M. alpina) |
|  |                                        |

|  | \| \| M. longipes \| \| \| \| \| \| Arktoalpine Schillerspinne (M. alpina) \| \| \| \| |
|  |                                                                                        |
|  | Rindenschillerspinne (M. subopaca)                                                     |
|  |                                                                                        |
|  | M. longipes                                                                            |
|  |                                                                                        |
|  | Arktoalpine Schillerspinne (M. alpina)                                                 |
|  |                                                                                        |

|  | M. longipes                            |
|  |                                        |
|  | Arktoalpine Schillerspinne (M. alpina) |
|  |                                        |

|  | \| \| M. foxi \| \| \| \| \| \| M. rossica \| \| \| \| |
|  |                                                        |
|  | Grazile Schillerspinne (M. dives)                      |
|  |                                                        |
|  | M. foxi                                                |
|  |                                                        |
|  | M. rossica                                             |
|  |                                                        |

|  | M. foxi    |
|  |            |
|  | M. rossica |
|  |            |

|  | \| \| Gewöhnliche Schillerspinne (M. pulicaria) \| \| \| \| \| \| M. tripunctata \| \| \| \| |
|  |                                                                                              |
|  | M. elizabethae                                                                               |
|  |                                                                                              |
|  | Gewöhnliche Schillerspinne (M. pulicaria)                                                    |
|  |                                                                                              |
|  | M. tripunctata                                                                               |
|  |                                                                                              |

|  | Gewöhnliche Schillerspinne (M. pulicaria) |
|  |                                           |
|  | M. tripunctata                            |
|  |                                           |

|  | M. constricta |
|  |               |
|  | M. gertschi   |
|  |               |

|  | \| \| Gewöhnliche Schillerspinne (M. pulicaria) \| \| \| \| \| \| M. tripunctata \| \| \| \| |
|  |                                                                                              |
|  | M. elizabethae                                                                               |
|  |                                                                                              |
|  | Gewöhnliche Schillerspinne (M. pulicaria)                                                    |
|  |                                                                                              |
|  | M. tripunctata                                                                               |
|  |                                                                                              |

|  | Gewöhnliche Schillerspinne (M. pulicaria) |
|  |                                           |
|  | M. tripunctata                            |
|  |                                           |

|  | M. constricta |
|  |               |
|  | M. gertschi   |
|  |               |

|  | \| \| Gewöhnliche Schillerspinne (M. pulicaria) \| \| \| \| \| \| M. tripunctata \| \| \| \| |
|  |                                                                                              |
|  | M. elizabethae                                                                               |
|  |                                                                                              |
|  | Gewöhnliche Schillerspinne (M. pulicaria)                                                    |
|  |                                                                                              |
|  | M. tripunctata                                                                               |
|  |                                                                                              |

|  | Gewöhnliche Schillerspinne (M. pulicaria) |
|  |                                           |
|  | M. tripunctata                            |
|  |                                           |

|  | M. constricta |
|  |               |
|  | M. gertschi   |
|  |               |

|  | \| \| Gewöhnliche Schillerspinne (M. pulicaria) \| \| \| \| \| \| M. tripunctata \| \| \| \| |
|  |                                                                                              |
|  | M. elizabethae                                                                               |
|  |                                                                                              |
|  | Gewöhnliche Schillerspinne (M. pulicaria)                                                    |
|  |                                                                                              |
|  | M. tripunctata                                                                               |
|  |                                                                                              |

|  | Gewöhnliche Schillerspinne (M. pulicaria) |
|  |                                           |
|  | M. tripunctata                            |
|  |                                           |

|  | M. constricta |
|  |               |
|  | M. gertschi   |
|  |               |

|  | \| \| M. longipes \| \| \| \| \| \| Arktoalpine Schillerspinne (M. alpina) \| \| \| \| |
|  |                                                                                        |
|  | Rindenschillerspinne (M. subopaca)                                                     |
|  |                                                                                        |
|  | M. longipes                                                                            |
|  |                                                                                        |
|  | Arktoalpine Schillerspinne (M. alpina)                                                 |
|  |                                                                                        |

|  | M. longipes                            |
|  |                                        |
|  | Arktoalpine Schillerspinne (M. alpina) |
|  |                                        |

|  | \| \| M. longipes \| \| \| \| \| \| Arktoalpine Schillerspinne (M. alpina) \| \| \| \| |
|  |                                                                                        |
|  | Rindenschillerspinne (M. subopaca)                                                     |
|  |                                                                                        |
|  | M. longipes                                                                            |
|  |                                                                                        |
|  | Arktoalpine Schillerspinne (M. alpina)                                                 |
|  |                                                                                        |

|  | M. longipes                            |
|  |                                        |
|  | Arktoalpine Schillerspinne (M. alpina) |
|  |                                        |

|  | \| \| Gewöhnliche Schillerspinne (M. pulicaria) \| \| \| \| \| \| M. tripunctata \| \| \| \| |
|  |                                                                                              |
|  | M. elizabethae                                                                               |
|  |                                                                                              |
|  | Gewöhnliche Schillerspinne (M. pulicaria)                                                    |
|  |                                                                                              |
|  | M. tripunctata                                                                               |
|  |                                                                                              |

|  | Gewöhnliche Schillerspinne (M. pulicaria) |
|  |                                           |
|  | M. tripunctata                            |
|  |                                           |

|  | M. constricta |
|  |               |
|  | M. gertschi   |
|  |               |

|  | \| \| Gewöhnliche Schillerspinne (M. pulicaria) \| \| \| \| \| \| M. tripunctata \| \| \| \| |
|  |                                                                                              |
|  | M. elizabethae                                                                               |
|  |                                                                                              |
|  | Gewöhnliche Schillerspinne (M. pulicaria)                                                    |
|  |                                                                                              |
|  | M. tripunctata                                                                               |
|  |                                                                                              |

|  | Gewöhnliche Schillerspinne (M. pulicaria) |
|  |                                           |
|  | M. tripunctata                            |
|  |                                           |

|  | M. constricta |
|  |               |
|  | M. gertschi   |
|  |               |

|  | \| \| Gewöhnliche Schillerspinne (M. pulicaria) \| \| \| \| \| \| M. tripunctata \| \| \| \| |
|  |                                                                                              |
|  | M. elizabethae                                                                               |
|  |                                                                                              |
|  | Gewöhnliche Schillerspinne (M. pulicaria)                                                    |
|  |                                                                                              |
|  | M. tripunctata                                                                               |
|  |                                                                                              |

|  | Gewöhnliche Schillerspinne (M. pulicaria) |
|  |                                           |
|  | M. tripunctata                            |
|  |                                           |

|  | M. constricta |
|  |               |
|  | M. gertschi   |
|  |               |

|  | \| \| Gewöhnliche Schillerspinne (M. pulicaria) \| \| \| \| \| \| M. tripunctata \| \| \| \| |
|  |                                                                                              |
|  | M. elizabethae                                                                               |
|  |                                                                                              |
|  | Gewöhnliche Schillerspinne (M. pulicaria)                                                    |
|  |                                                                                              |
|  | M. tripunctata                                                                               |
|  |                                                                                              |

|  | Gewöhnliche Schillerspinne (M. pulicaria) |
|  |                                           |
|  | M. tripunctata                            |
|  |                                           |

|  | M. constricta |
|  |               |
|  | M. gertschi   |
|  |               |

|  | \| \| M. longipes \| \| \| \| \| \| Arktoalpine Schillerspinne (M. alpina) \| \| \| \| |
|  |                                                                                        |
|  | Rindenschillerspinne (M. subopaca)                                                     |
|  |                                                                                        |
|  | M. longipes                                                                            |
|  |                                                                                        |
|  | Arktoalpine Schillerspinne (M. alpina)                                                 |
|  |                                                                                        |

|  | M. longipes                            |
|  |                                        |
|  | Arktoalpine Schillerspinne (M. alpina) |
|  |                                        |

|  | \| \| M. longipes \| \| \| \| \| \| Arktoalpine Schillerspinne (M. alpina) \| \| \| \| |
|  |                                                                                        |
|  | Rindenschillerspinne (M. subopaca)                                                     |
|  |                                                                                        |
|  | M. longipes                                                                            |
|  |                                                                                        |
|  | Arktoalpine Schillerspinne (M. alpina)                                                 |
|  |                                                                                        |

|  | M. longipes                            |
|  |                                        |
|  | Arktoalpine Schillerspinne (M. alpina) |
|  |                                        |

|  | \| \| M. foxi \| \| \| \| \| \| M. rossica \| \| \| \| |
|  |                                                        |
|  | Grazile Schillerspinne (M. dives)                      |
|  |                                                        |
|  | M. foxi                                                |
|  |                                                        |
|  | M. rossica                                             |
|  |                                                        |

|  | M. foxi    |
|  |            |
|  | M. rossica |
|  |            |